# Tourcoing
Cet article possède un paronyme, voir Courtoin.
Tourcoing (/tuʁ.kwɛ̃/) est une commune française située dans le département du Nord, dans les Hauts-de-France, limitrophe de la Belgique. Surnommée « la cité du Broutteux », la ville fait partie de la Métropole européenne de Lille dont elle est un des pôles urbains et la troisième commune par sa population. Avec 99 758 habitants au 1er janvier 2022 selon l'Institut national de la statistique et des études économiques (Insee), elle est la quatrième ville de la région Hauts-de-France, derrière Lille, Amiens et Roubaix. Elle est le chef-lieu de deux cantons.
La ville est notable pour l'essor économique qu'elle connaît grâce au textile durant la révolution industrielle au XIXe siècle. Certaines usines ont été transformées en lofts.

## Géographie

### Localisation
Tourcoing se situe sur le versant Nord-Est de la métropole lilloise mais occupe une position géographiquement centrale au sein de l'Eurométropole Lille-Kortrijk-Tournai, premier groupement européen de coopération territoriale créé en janvier 2008 pour donner un cadre institutionnel à la vaste conurbation formée par la métropole Lille-Roubaix-Tourcoing et les villes belges de Mouscron, Courtrai, Tournai et Menin. Cet ensemble totalise près de deux millions d'habitants.
Avec la ville de Roubaix, Tourcoing appartient au Ferrain, territoire limitrophe de la Belgique qui s'étend de Comines à Lannoy.

### Situation
Tourcoing fait partie intégrante de la plaine de Flandre.
Le relief de Tourcoing est donc essentiellement plat, à une altitude d'un peu moins d'une cinquantaine de mètres.
Par rapport aux villes voisines de moindre importance (Roncq, Halluin, Neuville-en-Ferrain et Mouscron), Tourcoing donne l'impression d'être un « vallon » entouré de quelques rares collines (Mont d'Halluin, Mont-à-Leux à Wattrelos...). La ville possède néanmoins des quartiers avec un peu plus de relief, tel le Brun-Pain et les Francs.
Tourcoing n'est traversée par aucune rivière d'importance. Cette terre humide comporte par contre de nombreux ruisseaux de plus ou moins grand débit d'eau, entre autres l'Espierre et la Becque de Neuville. Ces cours d'eau sont à présent souterrains à la suite de l'expansion urbaine. La seule voie navigable et actuellement à l'air libre est le canal de Tourcoing, creusé au XIXe siècle à la suite de l'industrialisation et du prodigieux essor économique de la ville. Ce canal, qui est une ramification du canal de Roubaix qui joint la Deûle à l'Escaut, a été en partie rouvert à la navigation touristique en 2008 (programme Blue Links). Il sert de cadre durant la saison estivale au festival de Tourcoing Plage jusqu'en 2015.

### Communes limitrophes
Les communes limitrophes sont Bondues, Croix, Mouvaux, Neuville-en-Ferrain, Roncq, Roubaix, Wasquehal, Wattrelos et Mouscron.
| Roncq   | Neuville-en-Ferrain | Mouscron (Belgique) |
| Bondues | Tourcoing           | Wattrelos           |
| Mouvaux | Croix               | Roubaix             |

## Hydrographie

### Réseau hydrographique

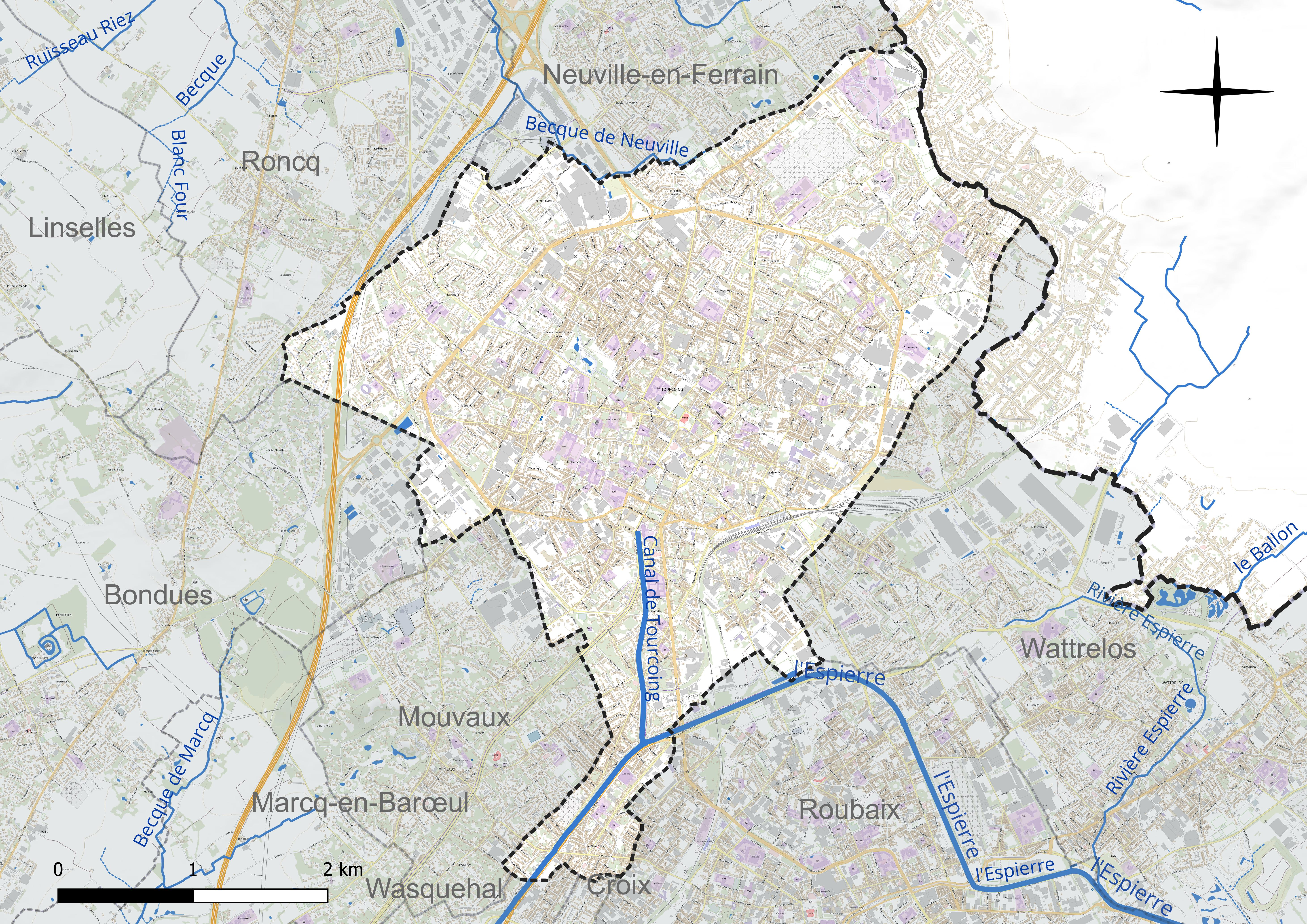
Réseau hydrographique de Tourcoing.

La commune est située dans le bassin Artois-Picardie. Elle est drainée par la Becque de Neuville, le canal de Roubaix bief de partage de l'écluse 7 Mazure à l'écluse 8 Union, l'Embranchement de Tourcoing et le ruisseau du Clinquet,,.

### Gestion et qualité des eaux
Le territoire communal est couvert par le schéma d'aménagement et de gestion des eaux (SAGE) « Marque Deûle ». Ce document de planification concerne un territoire de 1 120 km2 de superficie, délimité par les bassins versants de la Marque et de la Deûle, formant une vaste cuvette sédimentaire de 40 km de long et de 25 km de large, où la pente est très faible. Le périmètre a été arrêté le 2 décembre 2005 et le SAGE proprement dit a été approuvé le 9 mars 2020. La structure porteuse de l'élaboration et de la mise en œuvre est la Métropole européenne de Lille.
La qualité des cours d'eau peut être consultée sur un site dédié géré par les agences de l'eau et l'Agence française pour la biodiversité.

## Climat
Pour des articles plus généraux, voir Climat des Hauts-de-France et Climat du Nord.
En 2010, le climat de la commune est de type climat océanique dégradé des plaines du Centre et du Nord, selon une étude du CNRS s'appuyant sur une série de données couvrant la période 1971-2000. En 2020, Météo-France publie une typologie des climats de la France métropolitaine dans laquelle la commune est exposée à un climat océanique et est dans la région climatique Nord-est du bassin Parisien, caractérisée par un ensoleillement médiocre, une pluviométrie moyenne régulièrement répartie au cours de l'année et un hiver froid (3 °C).
Pour la période 1971-2000, la température annuelle moyenne est de 10,6 °C, avec une amplitude thermique annuelle de 13,8 °C. Le cumul annuel moyen de précipitations est de 697 mm, avec 12,1 jours de précipitations en janvier et 9,3 jours en juillet. Pour la période 1991-2020, la température moyenne annuelle observée sur la station météorologique la plus proche, située sur la commune de Lesquin à 15 km à vol d'oiseau, est de 11,3 °C et le cumul annuel moyen de précipitations est de 740,0 mm,. Pour l'avenir, les paramètres climatiques de la commune estimés pour 2050 selon différents scénarios d'émission de gaz à effet de serre sont consultables sur un site dédié publié par Météo-France en novembre 2022.

## Urbanisme

### Typologie
Au 1er janvier 2024, Tourcoing est catégorisée grand centre urbain, selon la nouvelle grille communale de densité à sept niveaux définie par l'Insee en 2022.
Elle appartient à l'unité urbaine de Lille (partie française), une agglomération internationale regroupant 60  communes, dont elle est une commune de la banlieue,,. Par ailleurs la commune fait partie de l'aire d'attraction de Lille (partie française), dont elle est une commune du pôle principal,. Cette aire, qui regroupe 201 communes, est catégorisée dans les aires de 700 000 habitants ou plus (hors Paris),.

### Occupation des sols

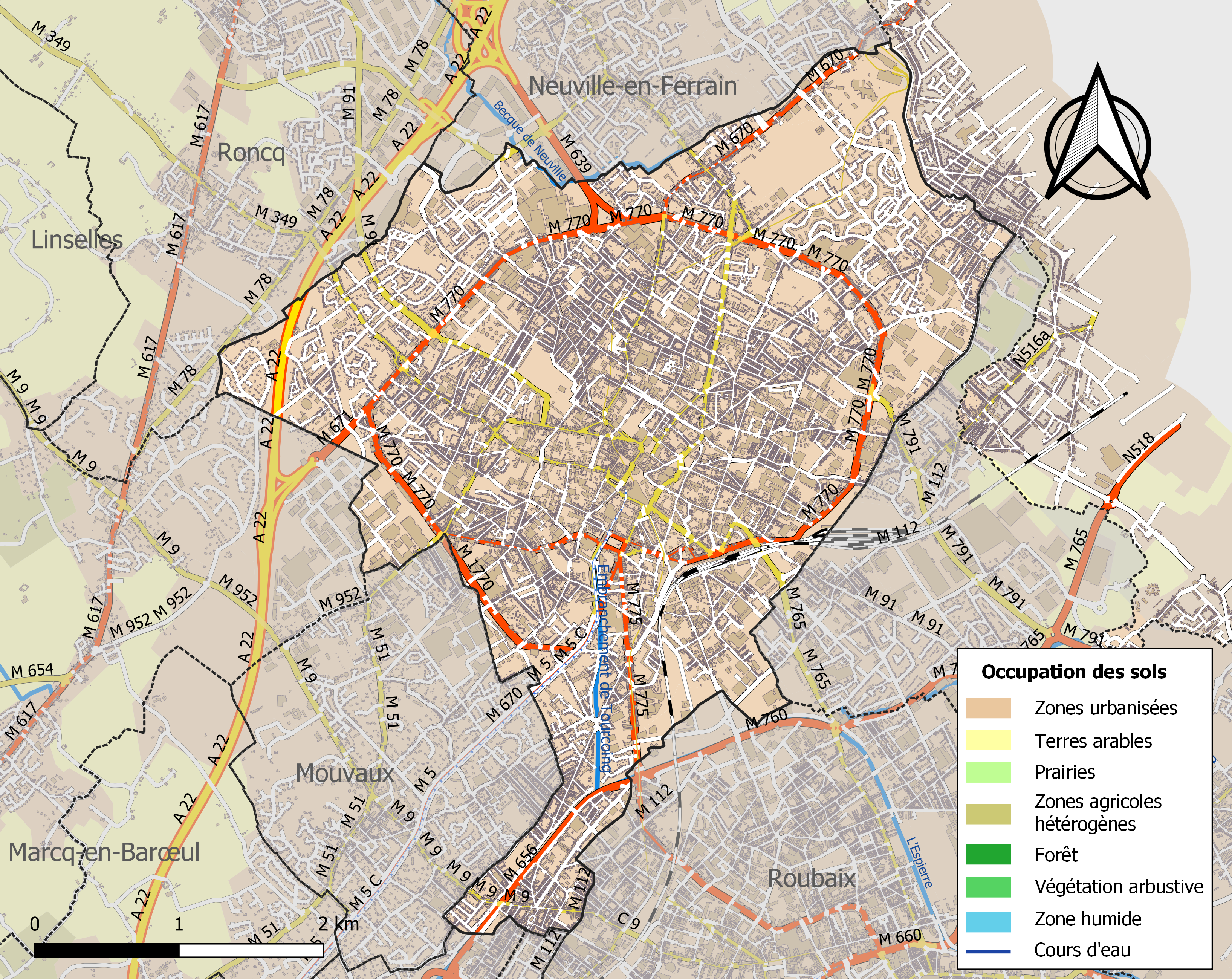
Carte des infrastructures et de l'occupation des sols de la commune en 2018 (CLC).

L'occupation des sols de la commune, telle qu'elle ressort de la base de données européenne d'occupation biophysique des sols Corine Land Cover (CLC), est marquée par l'importance des territoires artificialisés (100 % en 2018), une proportion sensiblement équivalente à celle de 1990 (99,5 %). La répartition détaillée en 2018 est la suivante : zones urbanisées (89 %), zones industrielles ou commerciales et réseaux de communication (8,5 %), espaces verts artificialisés, non agricoles (2,5 %). L'évolution de l'occupation des sols de la commune et de ses infrastructures peut être observée sur les différentes représentations cartographiques du territoire : la carte de Cassini (XVIIIe siècle), la carte d'état-major (1820-1866) et les cartes ou photos aériennes de l'IGN pour la période actuelle (1950 à aujourd'hui).

### Morphologie urbaine
La démocratie locale à Tourcoing est organisée autour de 16 quartiers :
- Belencontre ;
- Blanc Seau ;
- Bourgogne ;
- Brun-Pain Francs ;
- Centre-ville ;
- Clinquet Bois d'Achelles ;
- Croix-Rouge ;
- Epidème ;
- Flocon Blanche-Porte ;
- Gambetta ;
- Malcense-Égalité ;
- Marlière ;
- Orions Pont-Rompu ;
- Phalempins ;
- Pont-de-Neuville ;
- Virolois.

### Politique de la ville
Tourcoing, sinistrée par la crise des années 1970, remonte lentement la pente depuis quelque temps, malgré un taux de chômage élevé et une forte insécurité dans certains quartiers. Elle souffre cependant de la comparaison avec Lille, la capitale régionale qui a réussi sa reconversion économique, ainsi que Roubaix, la « rivale » de toujours, qui a enclenché le processus de relèvement plus tôt grâce à l'aide de la communauté urbaine Lille Métropole.
La ville a cependant accompli divers travaux de grande ampleur :
- la prolongation de la ligne de métro jusqu'à l'hôpital Dron, situé près du risquons-tout à la frontière belge avec Mouscron ;
- la restauration complète de l'église Saint-Christophe, considérée comme le joyau de la ville, inscrite au titre des monuments historiques en 1981 ;
- la récente rénovation de l'hospice d'Havré et sa reconversion en centre artistique et culturel en 2004[19] ;
- la construction de la nouvelle piscine Tourcoing-les-Bains, dans le respect des façades anciennes de l'ex-caserne des pompiers du XIXe siècle, à côté de l'hôtel de ville, achevée au premier semestre 2008. C'est un centre nautique multifonctions partagé en plusieurs espaces : aquatique (pataugeoire, toboggans, bassin sportif), zen (hammams, saunas, banquettes massantes…), power plate et fitness.

Ce dernier projet répond à la tradition tourquennoise en matière de natation : c'est à l'initiative de Gustave Dron, maire de Tourcoing, que la première piscine de la ville est construite en 1904 : elle fait partie des premières piscines publiques du Nord et devient un haut-lieu de la natation sportive française. Ce bâtiment, typique de l'architecture locale du début du XXe siècle, accueille déjà dans une partie du bâtiment l'antenne régionale de l'Institut du monde arabe.
L'écoquartier de l'Union (ou zone de l'Union) à cheval entre Roubaix et Tourcoing est un grand projet de rénovation moderne pour la ville.
Le projet du quadrilatère des piscines en cœur de ville fait partie des projets d'aménagement en cours.
La ville de Tourcoing a entrepris de vastes projets de rénovation urbaine. C'est dans ce cadre que le président Emmanuel Macron s'est rendu à Tourcoing en novembre 2017 pour annoncer les projets de la ville avec l'ancien maire Gerald Darmanin, ministre de l'action et des comptes publics.
Les quartiers prioritaires sont l'Epidème, la Bourgogne, les Phalempins, le Pont Rompu, le quartier intercommunal Roubaix-Tourcoing, le Blanc Seau, Croix Bas St. Pierre, les Virolois. Ce projet a pour but de réduire les inégalités sociales entre territoires. En 2020, presque un tiers des habitants de la ville vivent en quartier prioritaire, soit 30 595 habitants,.
Dès décembre 2014, le quartier de la Bourgogne a été choisi parmi 200 autres quartiers prioritaires pour une rénovation urbaine nécessaire. Les travaux commenceront en 2019 et s'étaleront jusqu'en 2029. Ce projet a pour objectif d'améliorer l'image de ce quartier qui compte parmi les plus défavorisés de la ville. Pour accompagner la réhabilitation de ces quartiers, un dispositif expérimental d'emplois francs a été annoncé. Il a débuté le 1er avril 2018 pour une durée d'un an et les entreprises recevront des primes d'environ 15 000 euros si elles embauchent des jeunes de ces quartiers afin de lutter contre les discriminations et de faire baisser le taux de chômage. En effet, celui-ci est particulièrement élevé à Tourcoing, 23,6 % de la population active était sans emploi en 2014 contre 10,8 % pour la France.
Le quartier Bayard bénéficie par ailleurs du Programme national de revitalisation des quartiers anciens dégradés (PNRQAD).

### Voies de communication et transports

#### Voies routières
En 1909, le Grand Boulevard est ouvert entre Lille, Roubaix et Tourcoing.

#### Transports en commun

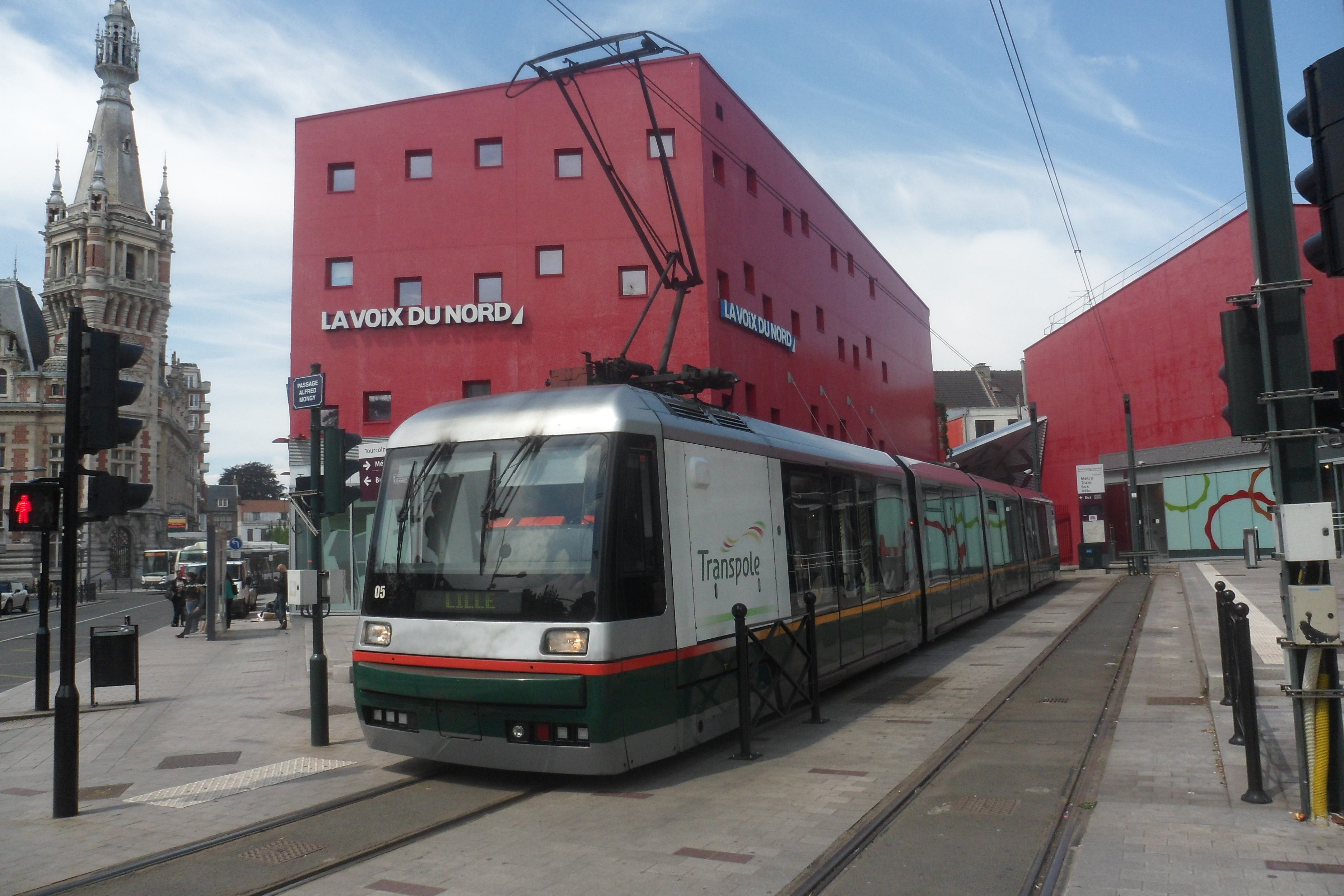
Tramway T à Tourcoing-Centre.

Tourcoing s'inscrit dans un vaste et dense réseau de transports en commun.
Depuis 2000, Tourcoing est desservie par la ligne 2 du métro de Lille dont le terminus est située sur le territoire de la commune. Une ligne de tramway (cette ligne est surnommée par les locaux « le Mongy » du nom de son ingénieur, Alfred Mongy) dessert depuis Tourcoing les villes de Mouvaux, Wasquehal, Marcq-en-Barœul et La Madeleine, puis arrive à Lille. En outre, quatorze lignes de bus dont deux Lianes, ligne à haut niveau de services desservent toutes les villes frontalières à Tourcoing.
Depuis 2015 la gare de Tourcoing accueille le service Ouigo. Dans le premier temps, l'ensemble des Ouigo de la Métropole européenne de Lille partaient de Tourcoing. Depuis 2018, l'offre se déploie également sur Lille, ne laissant plus que 2 départs par jour depuis Tourcoing.
Tourcoing compte 25 stations de location de vélos V'Lille, vélos en libre-service, ce qui fait donc 200 vélos à disposition ainsi que des pistes cyclables aménagées.
Au 23 octobre 2019, trois stations du service d'autopartage Citiz sont en place dans la commune.

## Toponymie
- Provient d'un nom de personne d'origine germanique : Turcoinus.
- La première mention de Torcoin = Tourcoing dans un texte officiel remonte à 1080 : il s'agit d'un acte de donation de l'abbaye d'Harelbecque, qui a pour témoin un certain Saswalus de Turconium[32].
- Torcoin (1080), Torchum (1146), Torcoing (1165), Torcoum (XIIe siècle), Turcoing (1801).
- Toerkonje en flamand, Tourco en picard, Torkonje en néerlandais[33]

## Histoire

### Moyen Âge

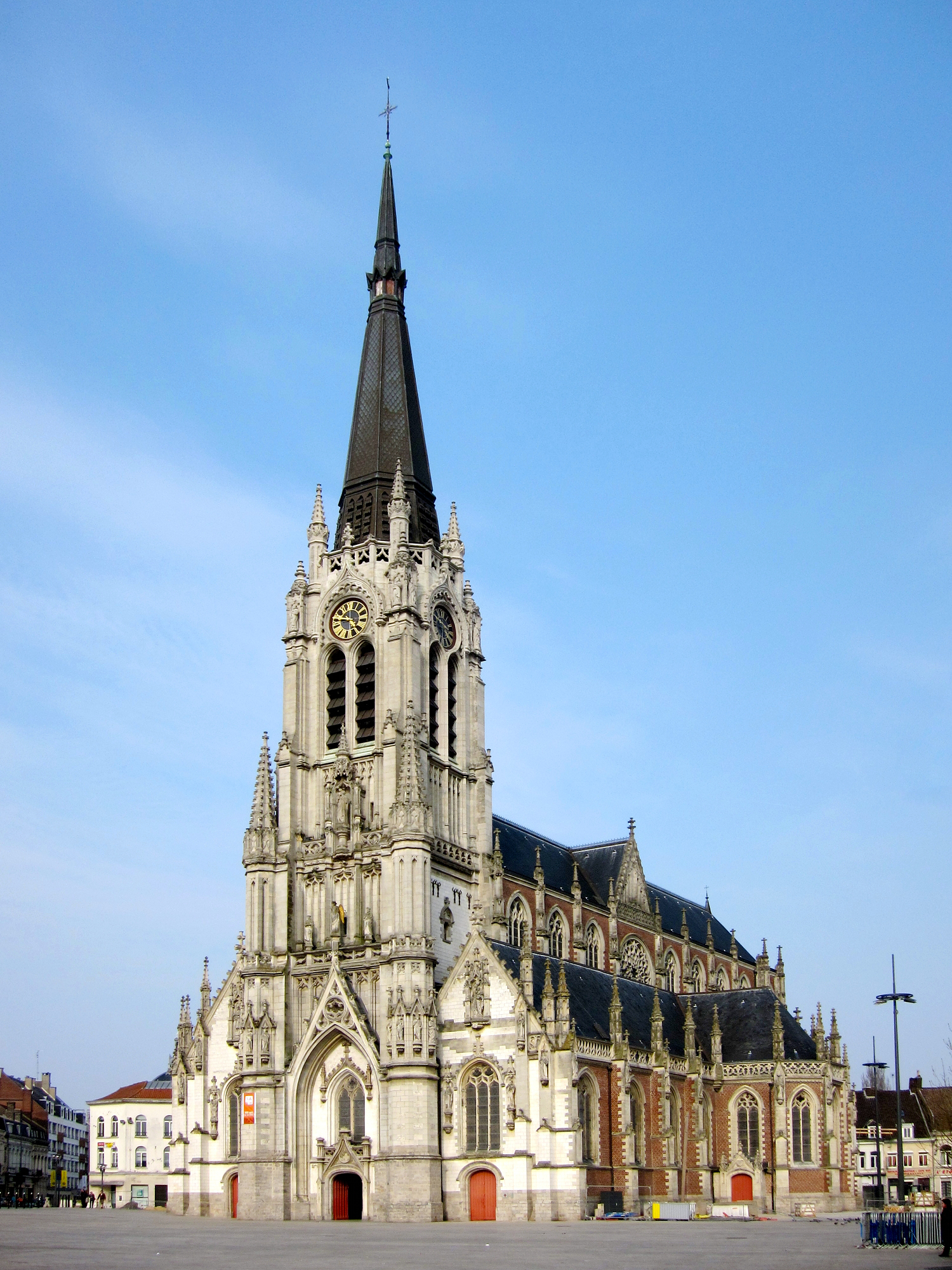
L'église Saint-Christophe.

En 1130, la première église, dédiée à saint Vaast (qui deviendra par la suite l'église Saint-Christophe), est construite. La seigneurie de Tourcoing, qui se compose d'un bourg agricole dont les habitants augmentent leurs revenus en faisant de la draperie, surmonte difficilement les ravages de la guerre de Cent Ans et des guerres de Religion. En 1360, ses habitants obtiennent un sceau royal attestant la qualité de leurs draps. En 1491, Maximilien d'Autriche, qui domine alors le comté de Flandre, lui accorde une foire franche.

### De la Renaissance auXVIIIesiècle

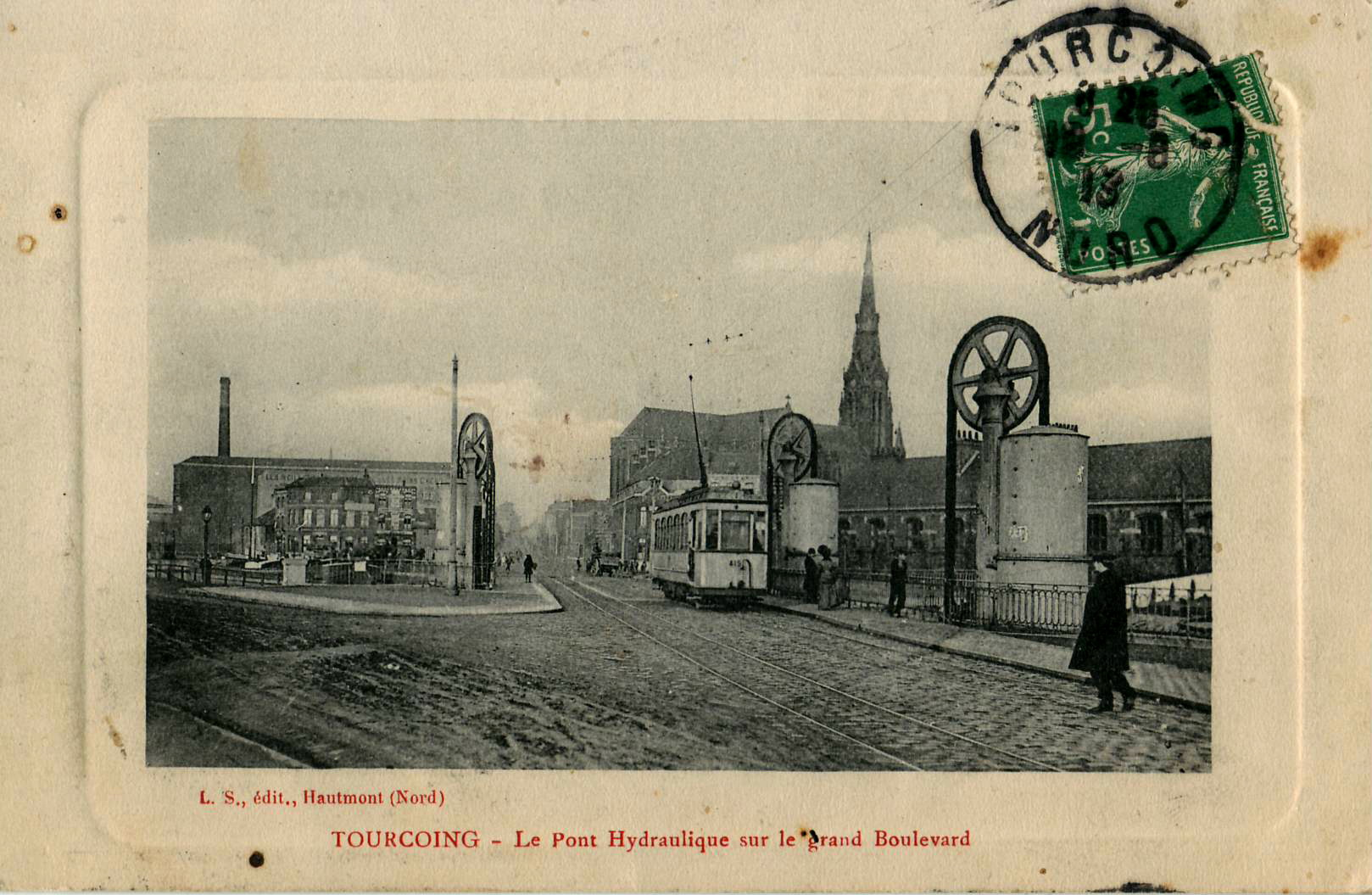
Le Grand Boulevard et le Mongy sont ouverts en 1909.

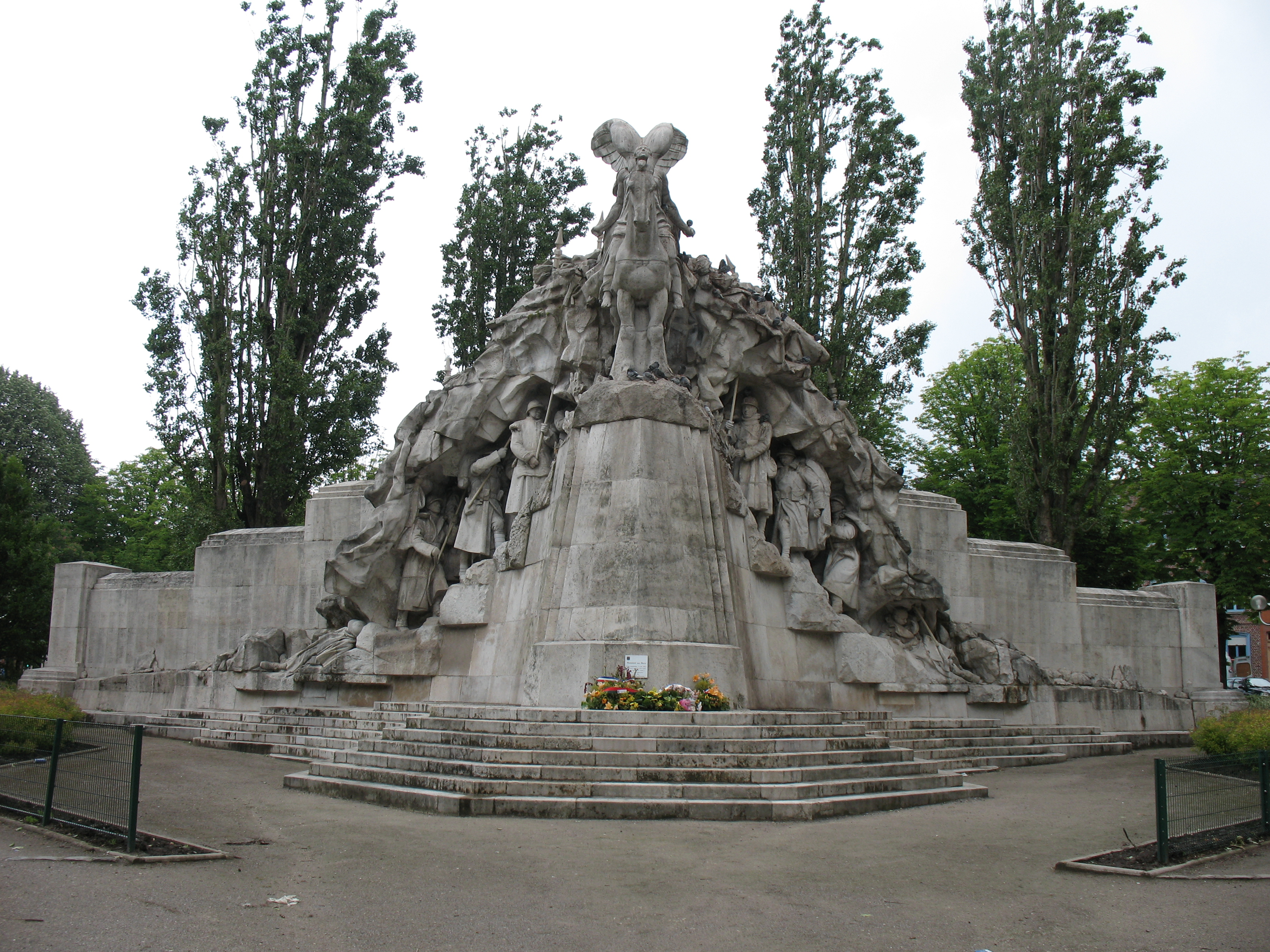
La Place de la Victoire.

En 1668, la châtellenie de Lille, dont fait partie Tourcoing, est définitivement rattachée à la France.

### La Révolution française et l'Empire
À la Révolution française, la ville compte près de 15 000 habitants.
La ville est occupée par les ennemis coalisés de la France en 1792 et subit de nombreux dégâts.
Le 29 floréal an II (18 mai 1794), Tourcoing est le lieu de l'importante bataille de Tourcoing, entre les armées révolutionnaires françaises et celles de la première coalition. La victoire française conduisit peu après la bataille de Fleurus (1794).

### De la Belle Époque à la Seconde Guerre mondiale

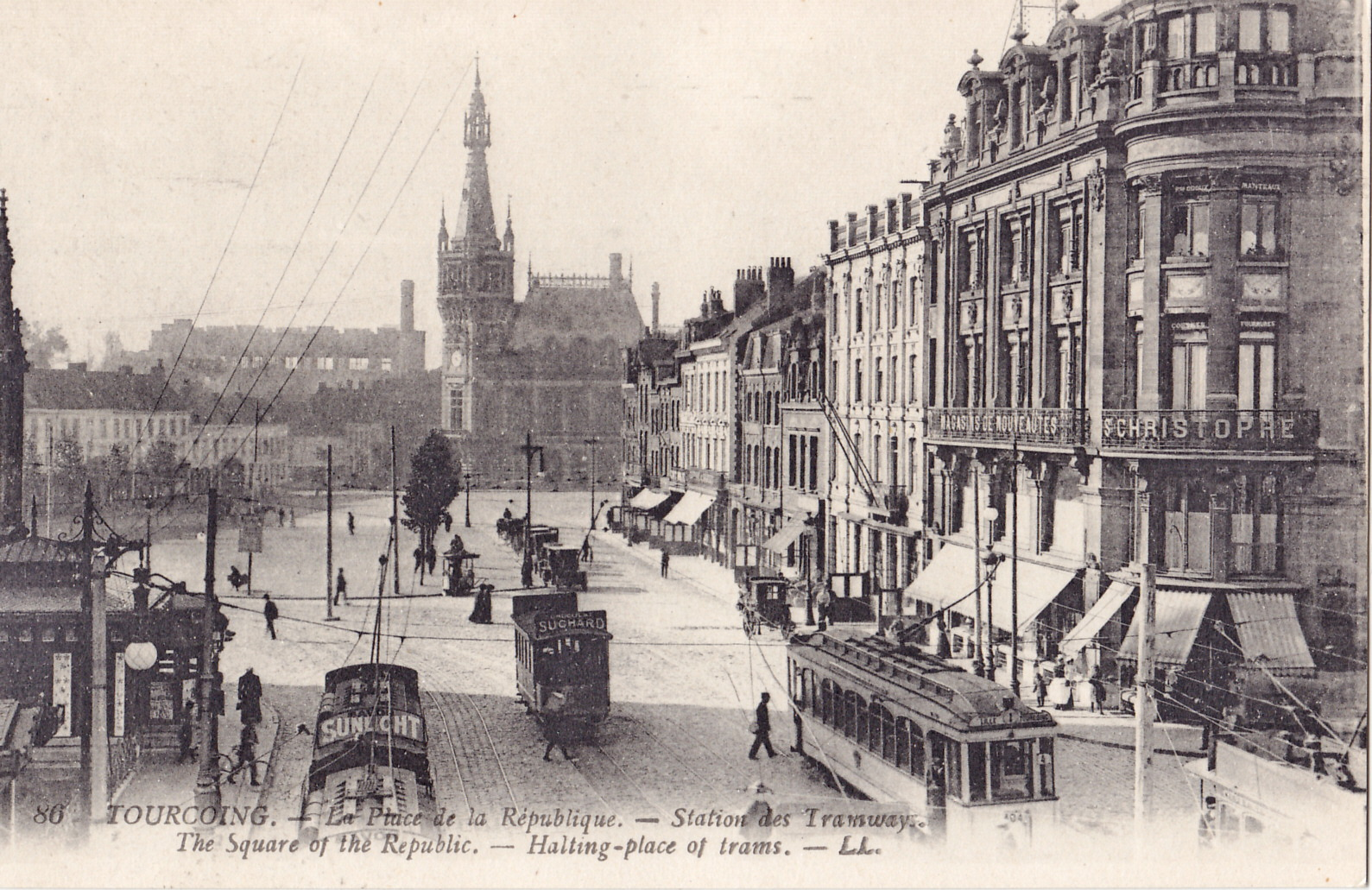
La place de la République, au début du XX.

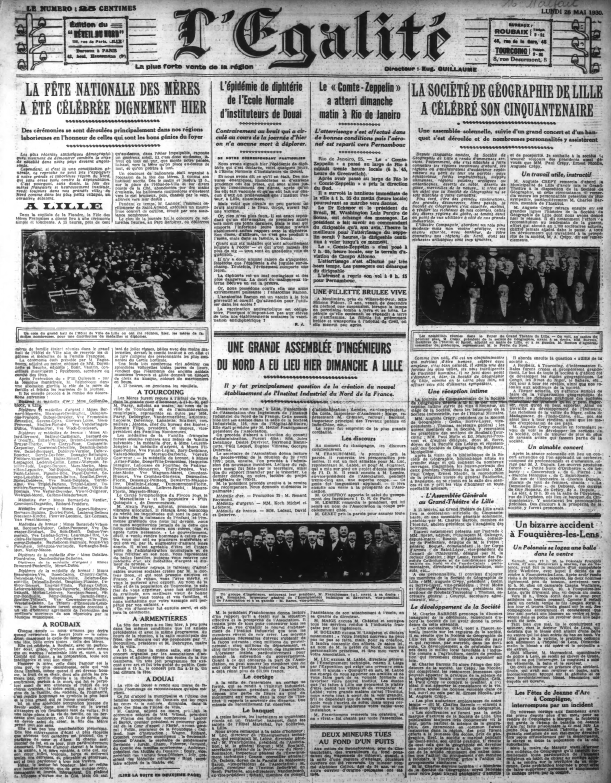
Journal L'Égalité de Roubaix-Tourcoing en 1930

Au XIXe siècle, la ville prend un essor extraordinaire à la suite de la révolution industrielle et est l'une des « reines du textile ». Sa population atteint bientôt les cent mille habitants. En 1860, l'église Saint Christophe est considérablement agrandie par l'architecte Charles Leroy. Elle devient l'un des plus beaux édifices néo-gothiques du Nord. De 1865 à 1885 est édifié l'actuel hôtel de ville par Charles Maillard. En 1906 enfin, à l'occasion de l'exposition internationale des industries textiles (qui se déroulent à Tourcoing), est édifié le beffroi de la Chambre de commerce. La ville est particulièrement marquée par le mandat du maire Gustave Dron (maire de 1899 à 1919 et 1925 à 1930), qui entreprit une grande œuvre sociale.
Le 14 juillet 1902, un aérostat décolle de la place de la République ; à son bord, Palmyr Duhem et son fils Louis, âgé de sept ans. On a suspendu un trapèze sous la nacelle, et, une fois en l'air, Palmyr descend sur le trapèze pour exécuter quelques acrobaties. Le trapèze heurte un pignon d'usine, et Palmyr tombe, passe au travers d'une verrière et survit. Le ballon prend de l'altitude avec Louis à bord. Je garçon ne s'affole pas et parvient à faire descendre l'aérostat, et réussira à poser le ballon en Belgique.(cf Gens et Choses de Tourcoing, Jean Christophe, 1975, Ed Georges Frère, p127)
En mars 1906, à l'occasion des inventaires qui suivirent la séparation de l'Église et de l'État, à Notre-Dame de Tourcoing, le 7 mars 1906, les fidèles opposent aux fonctionnaires chargés de l'opération un barrage électrifié. Le 9 juin 1907, une manifestation est organisée contre l'interdiction des processions. La gendarmerie à cheval charge durant deux heures, le curé est écroué.
Le 11 avril 1908, Tourcoing connaît un attentat anarchiste (anarchisme en France) contre un commissariat. En juin de la même année, on arrête huit « faiseuses d'ange », autrement dit huit avorteuses, à une époque où l'avortement est sévèrement réprimé.
Par la suite, Tourcoing subit les difficiles occupations allemandes durant la Première Guerre mondiale.
Le 2 juin 1919, Tourcoing accueille une école pour les invalides de guerre afin de permettre leur rééducation.
En 1933, José-Carlos Padrao, originaire de São Pedro do Sul, de la section portugaise de Wasquehal et Augusto De Castro, de Tourcoing fondent Le groupement des anciens combattants portugais de Wasquehal, Croix et environs qui tient son siège à la Fraternelle, au 28 rue de Flers, à Wasquehal.
Elle est à nouveau occupée pendant la Seconde Guerre mondiale. Le QG de la 15e armée allemande y est installé pendant l'Occupation. Un quartier de l'avenue de la Marne est réquisitionné par l'armée allemande pour y établir le quartier général de la plus importante armée allemande du front Ouest.

### Le Tourcoing contemporain
La « cité du Broutteux » est gravement touchée par la crise textile des années 1970. Il n'est pas rare à cette époque que les cafés servent de lieu de réunion comme l'Union Mutualiste de Tourcoing, société de secours mutuel, qui organisait ses manifestations au café de Jules Massa, Chez Léon, place Fénelon à Wasquehal.

## Politique et administration

### Ancien Régime
L'échevinâge de Tourcoing existe au moins depuis 1432. Le premier bailli fut Gautier des Prés, et les premiers échevins Pierrart de Falempin et Jean Noblet. En 1447, on trouve comme échevins : Jean du Castel, Arnoul le Maître, Jean Noblet et comme bailli Guillaume du Bus.
Il existait également un échevinage spécifique au quartier des Poutrains, qui était à l'époque une baronnie indépendante (il faut préciser que Tourcoing, sous l'Ancien Régime, constituait une seule et même paroisse mais se divisait en un véritable imbroglio de fiefs féodaux).
Tourcoing et tous ses quartiers devinrent administrativement une commune avec conseil municipal lors de la Révolution, en 1790.

### Rattachements administratifs et électoraux

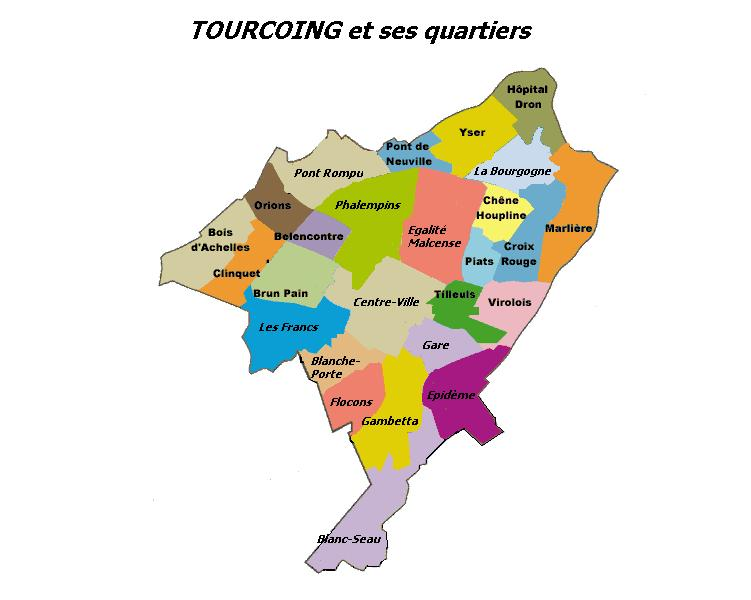
Tourcoing et ses quartiers.

La ville se trouve dans l'arrondissement de Lille du département du Nord. Pour l'élection des députés, elle fait partie depuis 1988 des neuvième et dixième circonscription du Nord.
La ville a été répartie en 1801 entre les cantons de Roubaix-Nord et de Tourcoing-sud. En 1895 cette répartition est modifiée avec la constitution d'un canton de Tourcoing-Nord-Est.
Depuis lors, la ville était le chef-lieu de trois cantons :
- le canton de Tourcoing-Nord, formé d'une partie de Tourcoing et des communes de Bousbecque, Halluin, Linselles et Roncq (59 748 habitants) ;
- le canton de Tourcoing-Nord-Est, formé d'une partie de Tourcoing et de la commune de Neuville-en-Ferrain (51 340 habitants) ;
- le canton de Tourcoing-Sud, formé d'une partie de Tourcoing et de la commune de Mouvaux (48 891 habitants).

Dans le cadre du redécoupage cantonal de 2014 en France, la commune est désormais le bureau centralisateur des cantons de Tourcoing-1 et de Tourcoing-2.

### Intercommunalité
La commune est membre depuis sa création en 1967 de la communauté urbaine de Lille (Lille Métropole Communauté urbaine ou LMCU), transformée le 1er janvier 2015 pour former la Métropole européenne de Lille.

### Tendances politiques et résultats
Au premier tour des élections municipales de 2014 dans le Nord, Michel-François Delannoy (PS-PC-EELV-PRG-MRC) est arrivé en tête à Tourcoing, dans le département du Nord. Le maire sortant a obtenu 40 % des suffrages et s'est placé devant Gérald Darmanin (UMP-UDI), qui a récolté 37,3 % des voix.
Au second tour, le candidat UMP Gérald Darmanin remporte néanmoins les élections municipales à Tourcoing avec 45,61 % des voix devant Michel-François Delannoy (PS) et Jean-François Bloc (FN). Il démissionne après sa nomination au gouvernement Édouard Philippe et est remplacé comme maire de Tourcoing par son ancien premier-adjoint, Didier Droart en septembre 2017.
Celui-ci décède fin janvier 2019, et le conseil municipal du 7 février 2019 élit Jean-Marie Vuylsteker comme maire et Gérald Darmanin comme premier maire-adjoint. Celui-ci, qui avait envisagé de démissionner du gouvernement pour reprendre la direction de la ville, annonce son intention de conduire une liste municipale lors des élections de 2020 et de conquérir la présidence de la métropole européenne de Lille,.

### Liste des maires
Depuis la Libération, treize maires se sont succédé à la tête de la commune.
| Période           | Période                        | Identité                 | Étiquette        | Qualité |
| ----------------- | ------------------------------ | ------------------------ | ---------------- | --- |
| 1944              | 1947                           | Fernand Lamblin          | Rad./PCF         | Industriel Comité de libération nationale |
| 1947              | 1954                           | Louis Paris              | SFIO             | Négociant en textile, marchand de journaux Président de la délégation municipale[C'est-à-dire ?] |
| 1954              | juillet 1955                   | René Debesson            | SFIO             | Professeur honoraire Sénateur du Nord (1973 → 1979) Conseiller régional du Nord-Pas-de-Calais (1973 → 1979) Démissionnaire |
| juillet 1955      | mars 1959                      | Louis Paris              | SFIO             | Négociant en textile, marchand de journaux Président de la délégation municipale[C'est-à-dire ?] Conseiller général de Tourcoing-Nord-Est (1955 → 1961) |
| mars 1959         | mars 1977                      | René Lecocq              | UNR puis UDR     | Professeur d'anglais et de lettres Conseiller général de Tourcoing-Sud (1964 → 1976) |
| mars 1977         | juillet 1979                   | Guy Chatiliez            | PS               | Journaliste à Nord Éclair Conseiller régional Mort en fonction |
| août 1979         | mars 1983                      | Maurice Devloo           | PS               | Chef de service à la CPAM de Tourcoing |
| mars 1983         | mars 1989                      | Stéphane Dermaux         | UDF-PR           | Directeur commercial Député du Nord (1986 → 1988) Député européen (1988 → 1989) Conseiller général de Tourcoing-Sud (1976 → 1988) |
| mars 1989         | mars 2008,                     | Jean-Pierre Balduyck     | PS               | Salarié textile, syndicaliste Député du Nord (10e circ.) (1988 → 1993 puis 1997 → 2002) Conseiller général de Tourcoing-Nord-Est (1979 → 1985) Vice-président du conseil général Vice-président de Lille Métropole Communauté urbaine (2002 → 2008)                                                  |
| mars 2008         | avril 2014                     | Michel-François Delannoy | PS               | Assistant parlementaire Conseiller général de Tourcoing-Nord-Est (1998 → 2010) Conseiller régional du Nord-Pas-de-Calais (2010 → 2015) Vice-président de Lille Métropole Communauté urbaine (2008 → 2014)                                                                                            |
| avril 2014,       | septembre 2017                 | Gérald Darmanin          | UMP-LR puis LREM | Ministre de l'Action et des Comptes publics (2017 → 2020) Député du Nord (10e circ.) (2012 → 2016) Conseiller régional des Hauts-de-France (2016 → 2020) Vice-président du conseil régional (2016 → 2017) Vice-président de la MEL (2014 → 2017) Démissionnaire lors de sa nomination comme ministre |
| septembre 2017    | 24 janvier 2019                | Didier Droart            | LR               | Pâtissier retraité Mort en fonction |
| 7 février 2019,   | 23 mai 2020                    | Jean-Marie Vuylsteker    | LR               | Retraité |
| 23 mai 2020       | 3 septembre 2020               | Gérald Darmanin          | LREM             | Ministre de l'Action et des Comptes publics (2017 → 2020) Ministre de l'Intérieur (2020 → 2024) Démissionnaire |
| 13 septembre 2020 | En cours (au 21 novembre 2023) | Doriane Bécue            | DVD              | Infirmière libérale, ancienne adjointe aux affaires sociales Conseillère départementale de Tourcoing-2 (2015 → ) Vice-présidente du conseil départemental (2015 → ) |

#### Membre du Conseil municipal (au 5 avril 2024)
| Position                                            | Le maire                  | Le maire |
| --------------------------------------------------- | ------------------------- | --- |
| Aucune                                              | Doriane Bécue             | Maire de Tourcoing Chargée des affaires sociales et de la sécurité                                                                                                   |
| Position                                            | Les adjoints au Maire     | Les adjoints au Maire |
| 1                                                   | Jean-Marie Vuylsteker     | 1er adjoint chargé des Grands projets, de la Santé, de la Rénovation urbaine, de la Commande publique, des affaires juridiques et de la Commission d'appels d'offres |
| 2                                                   | Isabelle Mariage-Desreux  | Adjointe chargée du Patrimoine immobilier, de l'Urbanisme et des Affaires foncières                                                                                  |
| 3                                                   | Bérengère Duret           | Adjointe chargée de l'Habitat, du Logement, de la Commission de l'Amélioration de l'Habitat, de l'Hygiène, des Affaires administratives civiles et des Élections     |
| 4                                                   | Salim Achiba              | Adjoint chargé des Finances et des Sports |
| 5                                                   | Fabienne Chanteloup       | Adjointe chargée de l'Éducation, de l'Enseignement supérieur, de la Régie d'Avances et de Recettes (DRE) et de la Restauration municipale locale et biologique       |
| 6                                                   | Peter Maenhout            | Adjoint chargé de la Culture, de la Jeunesse et des Bourles |
| 7                                                   | Christophe Blomme         | Adjoint chargé des Commerces et Marchés, de la Foire et des Droits des Terrasses                                                                                     |
| 8                                                   | Marie-Christine Lejeune   | Adjointe chargée de la Vie associative, de la Politique de la Ville, des Jumelages et des Relations internationales                                                  |
| 9                                                   | Maxime Cabaye             | Adjoint chargé de la Propreté et du Cadre de vie, de l'Apprentissage et de la Formation                                                                              |
| 10                                                  | Églantine Deboosere       | Adjointe chargée de la Communication, de l'Événementiel, de la Logistique, du Numérique, de l'Informatique et des Télécommunications.                                |
| 11                                                  | Christophe Desbonnet      | Vice-président du Centre communal d'action sociale (CCAS) Adjoint chargé du Personnel municipal et des Affaires militaires                                           |
| 12                                                  | Olivier Candelier         | Adjoint chargé des Entreprises, de l'Emploi et de l'Insertion |
| 13                                                  | Jean-Baptiste Glorieux    | Adjoint chargé des Parcs, des Jardins et de l'Environnement |
| 14                                                  | Brigitte Lherbier         | Adjointe chargée du Droit des victimes, de la Laïcité, des Valeurs républicaines et de la Condition animale                                                          |
| 15                                                  | Martine Klein-Hollebeque  | Adjointe chargée du Patrimoine culturel et du Label "Ville d'Art et d'Histoire"                                                                                      |
| Position                                            | Les adjoints de quartiers | Les adjoints de quartiers |
| Aucune                                              | Anaïs Dakhia              | Adjointe de quartier chargée des quartiers : de la "Croix-Rouge", "Clinquet - Bois d'Achelles", Orions - Pont Rompu" et Pont de Neuville                             |
| Aucune                                              | Stéphanie Glorieux        | Adjointe de quartier chargée des quartiers : du "Brun Pain - Les Francs", de "Malcense - Égalité", de "Phalempins" et du "Virolois"                                  |
| Aucune                                              | Claire Maras              | Adjointe de quartier chargée des quartiers : du "Blanc Seau", de "Gambetta", de l'"Epidème" et de "Flocon - Blanche Porte"                                           |
| Aucune                                              | Dominique Vandaele        | Adjoint de quartier chargé des quartiers : du "Centre-ville", de "Bellencontre - Fin de la Guerre" et de "La Marlière"                                               |
| Aucune                                              | Pierric Desplechin        | Adjoint de quartier chargé du quartier : de "La Bourgogne" Adjoint chargé du Devoir de mémoire, du Suivi de la Ceinture verte et de Vitaville                        |
| Les conseillers municipaux délégués auprès du Maire |                           | |
| 1                                                   | Pierre Dessauvages        | Conseiller municipal délégué chargé de la Politique de la Ville |
| 2                                                   | Jean-Marc Vangilvin       | Conseiller municipal délégué chargé de l'Hygiène, de la Police funéraire et des Affaires administratives                                                             |
| 3                                                   | Martine Fournie           | Conseillère municipale déléguée chargée du Droit des femmes et des Actions préventives                                                                               |
| 4                                                   | Marjane Rousmans          | Conseillère municipale déléguée chargée des Travaux de la Commission de Sécurité                                                                                     |
| 5                                                   | Zina Dahmani              | Conseillère municipale déléguée chargée des Relations avec les Centres sociaux et les Maisons des Jeunes et de la Culture (MJC)                                      |
| 6                                                   | Arnaud Le Blan            | Conseiller municipal délégué chargé du Personnel municipal |
| 7                                                   | Joao Abrantes Almeida     | Conseiller municipal délégué chargé des Jeux traditionnels |
| 8                                                   | Marie-Pierre Nony         | Conseillère municipale déléguée chargée de l'Inclusion des personnes en situation de handicap                                                                        |
| 9                                                   | Éric Latacz               | Conseiller municipal délégué chargé de l'Accueil des nouveaux habitants                                                                                              |
| 10                                                  | Florence Tavernier        | Conseillère municipale déléguée chargée de la Rénovation des écoles, de l'Accueil périscolaire, du tutorat et de l'Alimentation locale et biologique                 |
| 11                                                  | Anne-Sophie Branquart     | Conseillère municipale déléguée chargée du Contrôle de gestion, de l'Audit et du Mécennat                                                                            |
| 12                                                  | Fanny Clarisse            | Conseillère municipale déléguée chargée des Juniors associations |
| 13                                                  | Dalida Zeryouh            | Conseillère municipale déléguée chargée des Relations transfrontalières avec la Belgique                                                                             |
| 14                                                  | Peggy Le Deaut            | Conseillère municipale déléguée chargée des Enfants en situation de handicap                                                                                         |
| 15                                                  | Olivier Deschuytter       | Conseiller municipal délégué chargé du Lien intergénérationnel |
| 16                                                  | Gérald Darmanin           | Conseiller municipal délégué chargé de l'Attractivité |
| 17                                                  | Coralie Hussenet          | Conseillère municipale déléguée chargée des Foires et des Marchés |
| 18                                                  | Eric Buyssechaert         | Conseiller municipal délégué chargé des Déplacements, de la Voirie et Circulation, des Travaux, de l'Éclairage public, du Parc automobile et de son entretien        |
| 19                                                  | Aymeric Paco              | Conseiller municipal délégué chargé des Rencontres avec les habitants et du Logement                                                                                 |
| 20                                                  | Sarra Benhenni            | Conseillère municipale déléguée chargée de la Petite enfance |
| 21                                                  | Adrien Picque             | Conseiller municipal délégué chargé de la Propreté urbaine |
| 22                                                  | Romain Lazare             | Conseiller municipal délégué chargé des Nouveaux modes de collectes des déchets                                                                                      |
| 23                                                  | Laure Lepla               | Conseillère municipale déléguée chargée du Numérique |
| 24                                                  | Lionel Pereira            | Conseiller municipal délégué chargé des Relations avec les commerçants                                                                                               |
| Les conseillers municipaux d'oppositions            |                           | |
| Ambition commune                                    |                           | |
| Franck Talpaert                                     | Franck Talpaert           | Conseiller municipal Conseillère municipale Conseiller municipal Conseiller municipal                                                                                |
| Aurélie Aitouche                                    |                           | Conseiller municipal Conseillère municipale Conseiller municipal Conseiller municipal                                                                                |
| Maxime Renard                                       |                           | Conseiller municipal Conseillère municipale Conseiller municipal Conseiller municipal                                                                                |
| Guy Vernez                                          |                           | Conseiller municipal Conseillère municipale Conseiller municipal Conseiller municipal                                                                                |
| Tourcoing, vert demain                              |                           | |
| Katy Vuysteker                                      | Katy Vuysteker            | Conseillère municipale Conseiller municipal |
| Jonathan Janssens                                   |                           | Conseillère municipale Conseiller municipal |
| Unis pour Tourcoing                                 |                           | |
| Jean-Claude Guell                                   | Jean-Claude Guell         | Conseiller municipal Conseillère municipale |
| Mélanie D'hont                                      |                           | Conseiller municipal Conseillère municipale |

### Jumelages
| Ville | Ville                     | Pays | Pays        | Période                   |
| ----- | ------------------------- | ---- | ----------- | ------------------------- |
|       | arrondissement de Mitte   |      | Allemagne   | depuis le 26 mai 1995     |
|       | Bielle,                   |      | Italie      | depuis le 19 octobre 1968 |
|       | Bottrop,                  |      | Allemagne   | depuis le 10 juillet 1967 |
|       | Guimarães,                |      | Portugal    | depuis le 12 mai 1996     |
|       | Jastrzębie Zdrój,         |      | Pologne     | depuis le 12 avril 1997   |
|       | Mouscron                  |      | Belgique    | depuis le 12 mai 1996     |
|       | Mühlhausen                |      | Allemagne   | depuis le 21 mai 1993     |
|       | Partyzanski District (en) |      | Biélorussie | depuis 2015               |
|       | Rochdale,                 |      | Royaume-Uni | depuis le 7 juillet 1956  |

## Population et société

### Démographie

#### Évolution démographique
L'évolution du nombre d'habitants est connue à travers les recensements de la population effectués dans la commune depuis 1793. Pour les communes de plus de 10 000 habitants les recensements ont lieu chaque année à la suite d'une enquête par sondage auprès d'un échantillon d'adresses représentant 8 % de leurs logements, contrairement aux autres communes qui ont un recensement réel tous les cinq ans,.

En 2022, la commune comptait 99 160 habitants, en évolution de +1,73 % par rapport à 2016 (Nord : +0,51 %, France hors Mayotte : +2,11 %).
| 1793   | 1800   | 1806   | 1821   | 1831   | 1836   | 1841   | 1846   | 1851   |
| ------ | ------ | ------ | ------ | ------ | ------ | ------ | ------ | ------ |
| 12 110 | 11 380 | 11 999 | 14 661 | 17 973 | 19 966 | 22 503 | 26 834 | 27 615 |

| 1856   | 1861   | 1866   | 1872   | 1876   | 1881   | 1886   | 1891   | 1896   |
| ------ | ------ | ------ | ------ | ------ | ------ | ------ | ------ | ------ |
| 29 646 | 33 498 | 38 262 | 43 322 | 48 634 | 51 895 | 58 008 | 65 477 | 73 353 |

| 1901   | 1906   | 1911   | 1921   | 1926   | 1931   | 1936   | 1946   | 1954   |
| ------ | ------ | ------ | ------ | ------ | ------ | ------ | ------ | ------ |
| 79 243 | 81 671 | 82 644 | 78 600 | 81 379 | 81 972 | 78 393 | 76 080 | 83 416 |

| 1962   | 1968   | 1975    | 1982   | 1990   | 1999   | 2006   | 2011   | 2016   |
| ------ | ------ | ------- | ------ | ------ | ------ | ------ | ------ | ------ |
| 89 258 | 98 755 | 102 239 | 96 908 | 93 765 | 93 540 | 92 357 | 92 018 | 97 476 |

| 2021   | 2022   | - | - | - | - | - | - | - |
| ------ | ------ | - | - | - | - | - | - | - |
| 99 011 | 99 160 | - | - | - | - | - | - | - |

#### Pyramide des âges
La population de la commune est relativement jeune. En 2020, le taux de personnes d'un âge inférieur à 30 ans s'élève à 44,3 %, soit au-dessus de la moyenne départementale (39,1 %). À l'inverse, le taux de personnes d'âge supérieur à 60 ans est de 17,7 % la même année, alors qu'il est de 22,9 % au niveau départemental.
En 2020, la commune comptait 47 310 hommes pour 51 855 femmes, soit un taux de 52,29 % de femmes, légèrement supérieur au taux départemental (51,79 %).
Les pyramides des âges de la commune et du département s'établissent comme suit.
| Hommes | Classe d’âge | Femmes |
| ------ | ------------ | ------ |
| 0,4    | 90 ou +      | 1,4    |
| 4      | 75-89 ans    | 6,5    |
| 11,1   | 60-74 ans    | 11,9   |
| 17,7   | 45-59 ans    | 16,8   |
| 20,8   | 30-44 ans    | 20,7   |
| 21     | 15-29 ans    | 21,2   |
| 25     | 0-14 ans     | 21,6   |

| Hommes | Classe d’âge | Femmes |
| ------ | ------------ | ------ |
| 0,5    | 90 ou +      | 1,4    |
| 5,3    | 75-89 ans    | 8,1    |
| 14,8   | 60-74 ans    | 16,2   |
| 19,1   | 45-59 ans    | 18,4   |
| 19,5   | 30-44 ans    | 18,7   |
| 20,7   | 15-29 ans    | 19,1   |
| 20,2   | 0-14 ans     | 18     |

#### Immigration
En 2020, la population immigrée se compose de 12 513 habitants (5 906 hommes et 6 607 femmes), soit 12,62 % de la population. Le nombre de personnes étrangères est de 9 777 habitants (4 603 hommes et 5 174 femmes), soit 9,86 %.

#### Ménages selon leur composition en 2019
|                                                          | Nombre de ménages, | Nombre de ménages, | Nombre de ménages, | Nombre de ménages, | Nombre de ménages, | Nombre de ménages, | Population des ménages | Population des ménages | Population des ménages |
| 2019                                                     | %                  | 2014               | %                  | 2009               | %                  | 2019               | 2014                   | 2009                   |                        |
| -------------------------------------------------------- | ------------------ | ------------------ | ------------------ | ------------------ | ------------------ | ------------------ | ---------------------- | ---------------------- | ---------------------- |
| Ensemble                                                 | 39 952             | 100,0              | 37 700             | 100,0              | 35 932             | 100,0              | 97 167                 | 93 940                 | 91 225                 |
| Ménages d'une personne                                   | 13 691             | 34,3               | 12 400             | 32,9               | 11 317             | 31,5               | 13 691                 | 12 400                 | 11 317                 |
| hommes seuls                                             | 6 066              | 15,2               | 5 405              | 14,3               | 4 457              | 12,4               | 6 066                  | 5 405                  | 4 457                  |
| femmes seules                                            | 7 626              | 19,1               | 6 995              | 18,6               | 6 860              | 19,1               | 7 626                  | 6 995                  | 6 860                  |
| Autres ménages sans famille                              | 718                | 1,8                | 882                | 2,3                | 931                | 2,6                | 1 743                  | 2 269                  | 2 376                  |
| Ménages avec famille(s) dont la famille principale est : | 25 543             | 63,9               | 24 418             | 64,8               | 23 684             | 65,9               | 81 733                 | 79 271                 | 77 532                 |
| un couple sans enfant                                    | 7 662              | 19,2               | 7 263              | 19,3               | 7 166              | 19,9               | 15 647                 | 14 955                 | 14 796                 |
| un couple avec enfant(s)                                 | 11 754             | 29,4               | 11 730             | 31,1               | 11 561             | 32,2               | 48 802                 | 48 452                 | 48 109                 |
| une famille monoparentale                                | 6 127              | 15,3               | 5 424              | 14,4               | 4 958              | 13,8               | 17 283                 | 15 864                 | 14 627                 |

### Enseignement
Tourcoing draine la majeure partie des élèves de son bassin de population, qui se compose des communes plus ou moins limitrophes de Roncq, Neuville-en-Ferrain, Halluin, Mouvaux, Linselles, Bondues, Bousbecque et Comines ; en témoigne le réseau de transport scolaire qui débouche toujours sur le centre-ville de Tourcoing.
Tourcoing compte trois prestigieux établissements d'enseignement secondaire, historiquement liés à la ville : pour l'enseignement privé catholique, l'Institution libre du Sacré-Cœur, fondée en 1666 ; pour l'enseignement public en France, le lycée d'État Gambetta, créé en 1885. Et le lycée numérique Colbert, nationalement reconnu, public aussi.
La carte scolaire de Tourcoing est riche : une vingtaine d'établissements secondaires, dont deux lycées d'enseignement général, deux lycées d'enseignement technologique, et un lycée d'enseignement professionnel. On notera le nombre relativement important de collège privés catholiques.
Depuis 2004, l'École nationale des Douanes s'est installée à Tourcoing.
En 2008, avec le projet le Virolois se réinvente le Lycée Le Corbusier Tourcoing a déménagé rue des Piats dans une structure design et technologique offrant à ses élèves spécialisés en BTP et Communication graphique la possibilité de travailler dans des ateliers modernes et professionnels.
L'Université de Lille est présente à Tourcoing par l'intermédiaire de son Département Arts Plastiques, ainsi que de l'Institut Universitaire de Technologie de Lille (site de Tourcoing).

### Culture

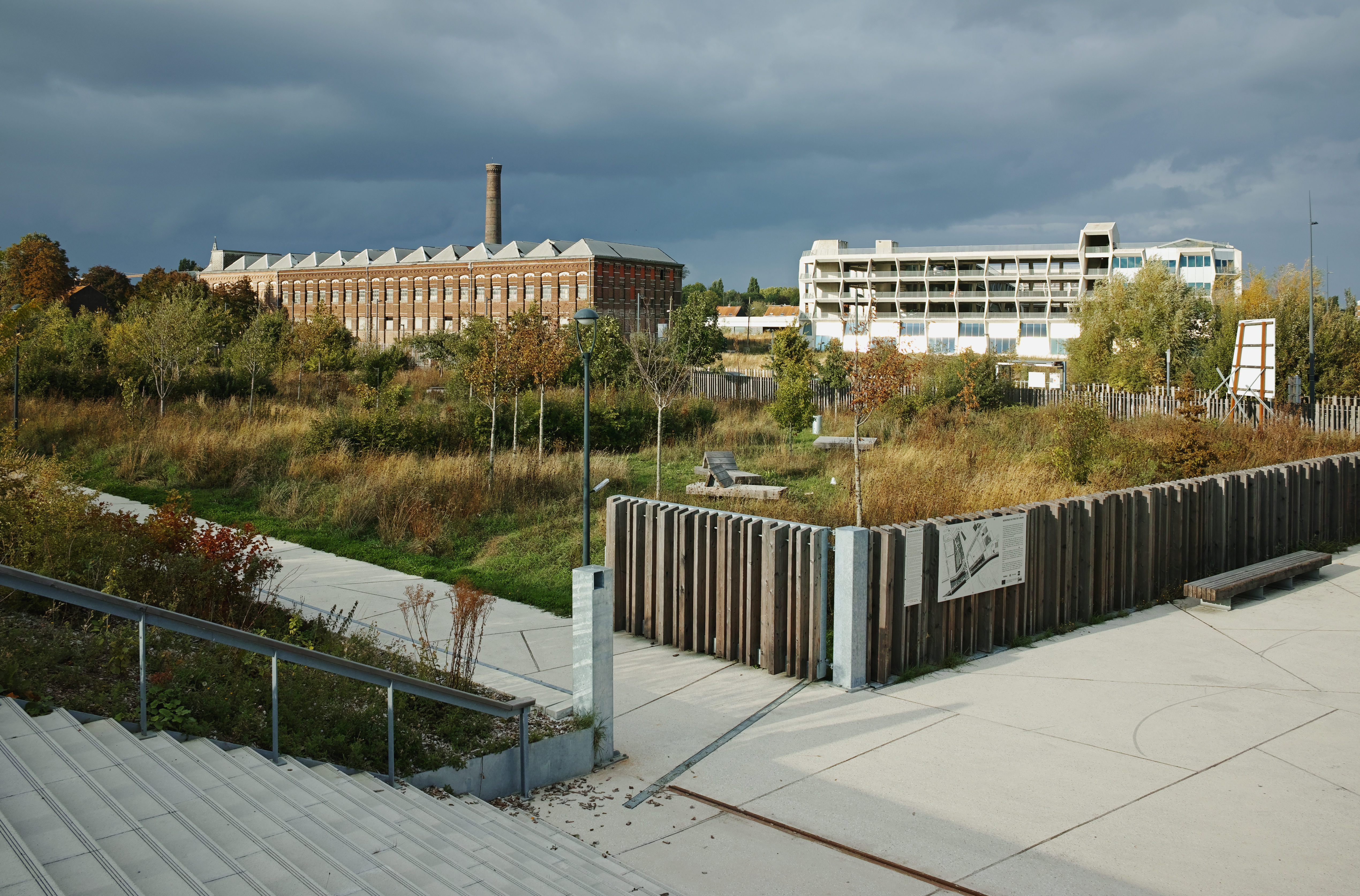
Le parc de l'Union.

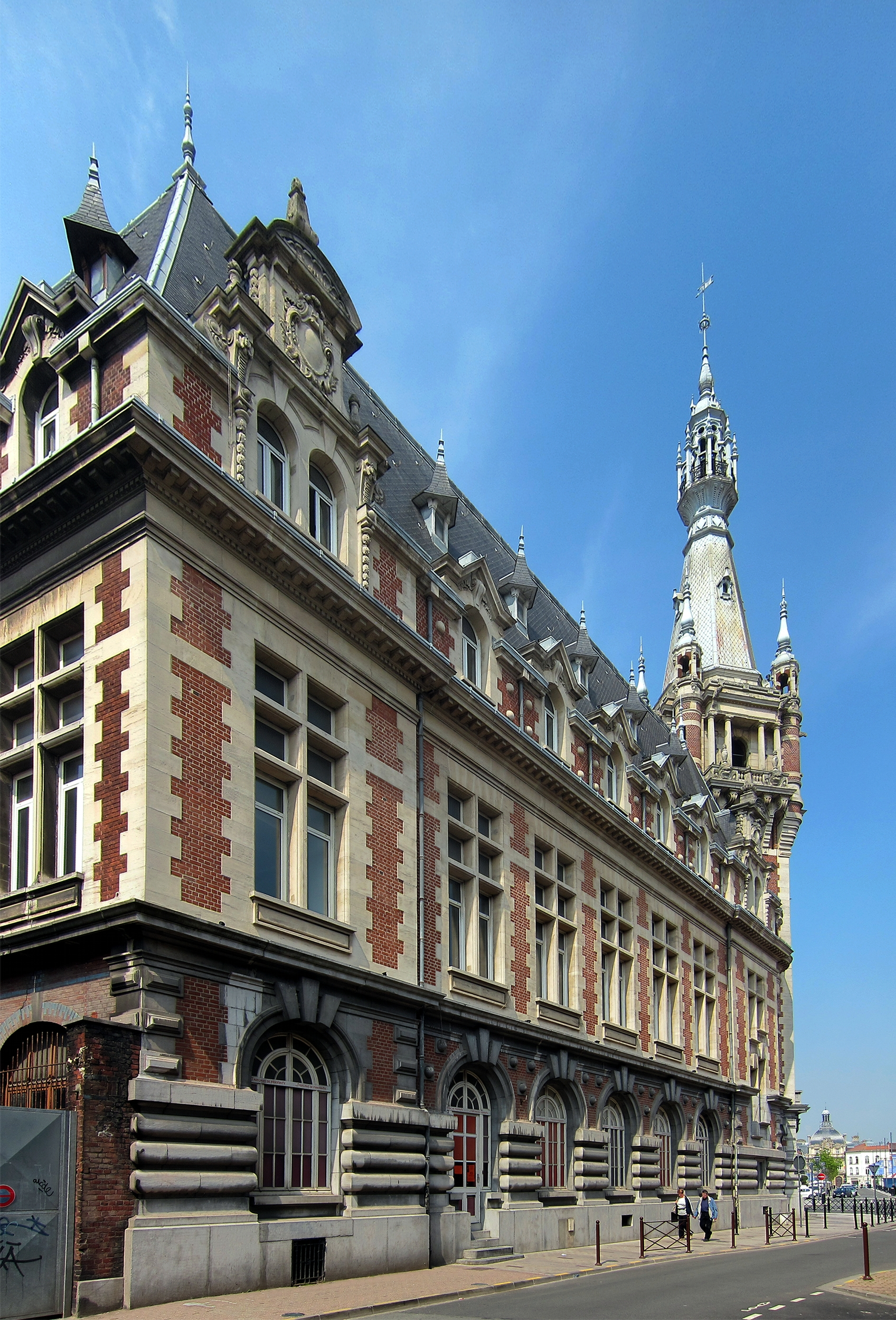
L'ancienne Chambre de commerce de Tourcoing.

La ville compte également de nombreuses structures artistiques et culturelles (liste non exhaustive) :

#### Espaces verts
- Le Jardin botanique de Tourcoing qui s'étend sur 11 900 m2, il comporte un jardin botanique et un arboretum ;
- le parc Clemenceau, conçu par le paysagiste René-Édouard André en 1927 à l'emplacement d'un ancien cimetière et ouvert en 1931. La porte flamande marquant l'entrée du parc est issue du château Masurel, tandis que des éléments du décor rocaille du palais Vaissier ont été réemployés pour orner la cascade du parc[84] ;
- Le parc de l'Union.

#### Théâtres
- Le Théâtre municipal Raymond Devos (à l'italienne), le Salon de Théâtre et le Théâtre de l'Idéal pour les infrastructures communales.
- La Virgule, Centre Transfrontalier de Création Théâtrale, dirigé par Jean-Marc Chotteau, troupe professionnelle[85].
- Théâtre du Broutteux (marionnettes)[86].
- L'Hospice d'Havré, centre culturel polyvalent.
- Farfadets et Compagnie, compagnie de théâtre[87].

#### Musique
- Le conservatoire de musique et de danse
- L'atelier lyrique de Jean-Claude Malgoire
- L'EF2M, Espace de Formation aux Métiers de la Musique[88]
- Les Crick-Sicks, orphéon
- L'orchestre d'harmonie de la ville
- Le Grand Mix (deux salles de concert: une de 650 places et un "club" de 300 places)
- Tourcoing Jazz Festival (37e édition en 2023)
- La Voix du Rock

#### Musées

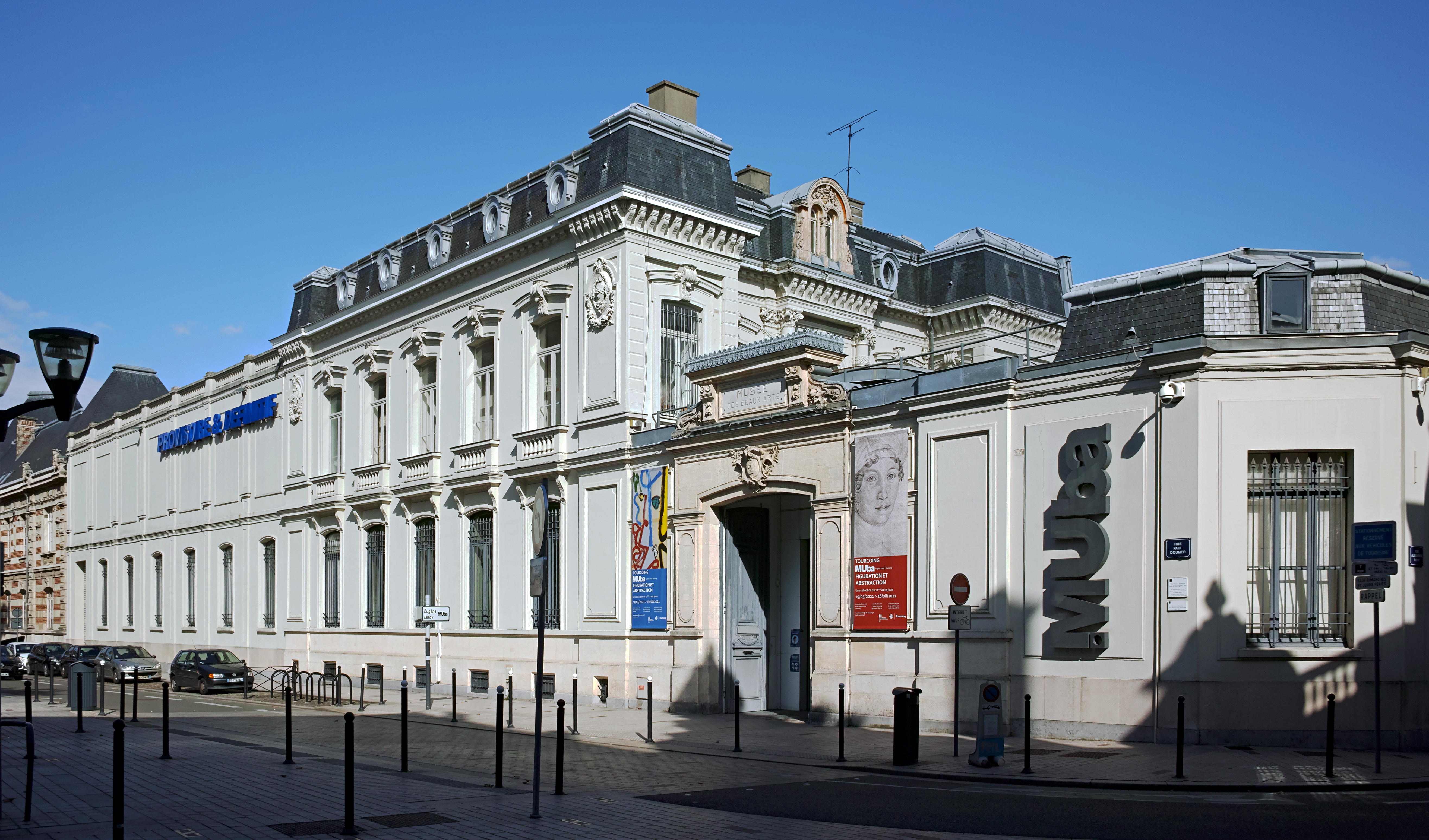
Le MUba Eugène-Leroy, musée des Beaux-Arts.

- Musée des Beaux-Arts[89], également appelé MUba, qui présente une importante collection d'œuvres d'Eugène Leroy
- Institut du monde arabe de Tourcoing. Cette antenne de l'Institut du monde arabe créée en 2012, est destinée à la promotion de la culture arabe[90]. C'est un espace culturel qui vise à favoriser le dialogue interculturel et à enrichir la connaissance du monde arabe à travers expositions, conférences, ateliers, et spectacles[91]. Elle a d'abord occupé une ancienne usine textile avant de s'établir dans l'ancienne école de natation de la ville[92].
- Musée du 5 juin 1944[93]
- Centre d'histoire locale
- Musée du Carillon (l'église Saint-Christophe abrite dans son clocher le quatrième plus grand carillon de France, avec 62 cloches)[94]

#### Médiathèques
- Tourcoing dispose de 4 médiathèques, 1 ludothèque et 1 Pôle multimédia. Ces structures sont organisées en réseau, appelé depuis 2013 le Réseau des idées[95].
- La médiathèque André Malraux se situe dans le Centre-ville, la Médiathèque Aimé Césaire dans le quartier du Blanc-Seau, la Médiathèque Andrée Chedid dans le quartier de Belencontre et la Ludomédiathèque Colette dans le quartier de la Bourgogne.
- La bibliothèque a été créée en 1844 sur les conseils de l'archiviste général du Nord. Elle ouvre en 1895 avec 2 254 volumes inscrits au catalogue[96].
- Les médiathèques de Tourcoing proposent des livres, BD, mangas, comics, revues, livres à écouter, liseuses électroniques[97], CD, DVD, partitions et jeux.
- Le fonds patrimonial de la Bibliothèque de Tourcoing se compose de 3 008 volumes imprimés du XVIe siècle au début du XXe siècle, de 35 manuscrits et d'une collection de 4 763 cartes postales. Trois thématiques sont particulièrement travaillées : le religieux, l'histoire locale et le textile. Le plus ancien ouvrage conservé est le texte de la Pharsale du poète Lucain dans une édition de Simon de Colines (1528), un des premiers imprimeurs humanistes parisiens du XVIe siècle. La médiathèque possède également des livres d'artistes[98].
- Autre spécificité : le Service aux collectivités jeunesse est une médiathèque spécialisée pour les professionnels de l'enfance de Tourcoing. Elle s'adresse aux enseignants des écoles maternelles et élémentaires publiques ou privées, personnels des établissements de l'enseignement spécialisé, animateurs des centres de loisirs municipaux ou associatifs, personnels des structures d'accueil de la Petite Enfance associatives ou municipales et salariés et bénévoles des associations ou des institutions publiques qui souhaitent développer un projet autour du livre et de la lecture[99].

#### Arts
- Le Fresnoy - Studio national des arts contemporains[100].
- L'École régionale supérieure d'expression plastique (ERSEP) : enseignement supérieur des Beaux-Arts en collaboration avec le département arts plastiques de l'université de Lille.
- Flux Flow Factory - lieux d'exposition de 600 m2 (peintures, photographies, lithographies, affiches de collections, musée du pain d'épices)[101],[102],[103].
- La Plaine Image (éco-quartier de l'Union).

### Santé
La ville de Tourcoing possède un centre hospitalier, le centre hospitalier Gustave-Dron.

### Sports
- Tennis : Le Tennis Club UST « Ma Campagne » est un club convivial situé dans un espace agréable (facilité d'accès pour les vélos et parking voitures). Le club vous offre la possibilité de pratiquer le tennis sur 3 courts couverts en moquette, ainsi que 2 courts extérieurs en Greenset. Le tournoi officiel se déroule chaque année de mi-novembre à mi-décembre[105].
- Football : Tourcoing n'a brillé en football que lorsque ses clubs ont su s'unir à ceux de Roubaix pour créer le CO Roubaix-Tourcoing plus connu sous l'appellation CORT. Actuellement, l'Union Sportive Tourcoing Football Club évolue en Régional 1, et l'Union Sportive Portugaise Roubaix Tourcoing en Régional 2.
- Volley-ball : La ville dispose d'un club de volley, le Tourcoing Lille Métropole Volley-Ball plus connu sous l'appellation TLM. Le club évolue en 2022-2023 en Ligue A masculine. Le club a évolué au plus haut niveau national (3 finales de championnat, 7 finales de coupe de France, dont une victorieuse en 2018) et européen en participant de nombreuses fois aux Coupes d'Europe réussissant à participer deux fois au final 4.
- Basket-ball : La ville compte également un club jouant en Nationale 2 (quatrième division nationale: la Saint-Michel Tourcoing).
- Athlétisme : Un club de haut niveau, l'Union sportive tourquennoise, entraînant notamment Robert Korzeniowski triple champion olympique, double champion du monde et détenteur du record du monde du 50 kilomètres marche[106].
- Lutte : Un club de lutte réputé, le lutteur club de Tourcoing, dont est membre Vanessa Boubryemm, médaille d'or des championnats d'Europe 2006 (moins de 51 kg en lutte féminine)[107].
- Water polo : Les Enfants de Neptune (ENT), club le plus titré du water-polo français avec 46 titres de Champion de France.
- Escrime : Centre d'initiation à l'escrime de Tourcoing (CIET) où a évolué Didier Flament, champion olympique en 1980[108].
- Floorball : Le Nordiques Floorball Club est le premier club de Floorball créé dans le Nord en 2004.
- Danse : L'école de danse UST Vermont propose des cours tous niveaux en danse classique et jazz. Cette école réalise un gala en fin d'année avec tous les élèves.

### Manifestations culturelles et festivités
- Grand prix international de lutte[109]
- Challenge d'escrime[110]
- La Nuit détonnante - Fête des allumoirs
- Le Tournoi mondial de Basket de la Jeune Garde
- Le Week-end Géants
- La Voix du Rock
- Le Week-end Vert
- Tourcoing Plage[111]
- La semaine du patrimoine dans le cadre des Journées Européennes du Patrimoine
- Boucles tourquennoises (athlétisme)[109]
- Festival de jazz[112]
- Les Fêtes de fin d'année - Village féérique de Noël

### Religions

#### Christianisme

##### Catholicisme

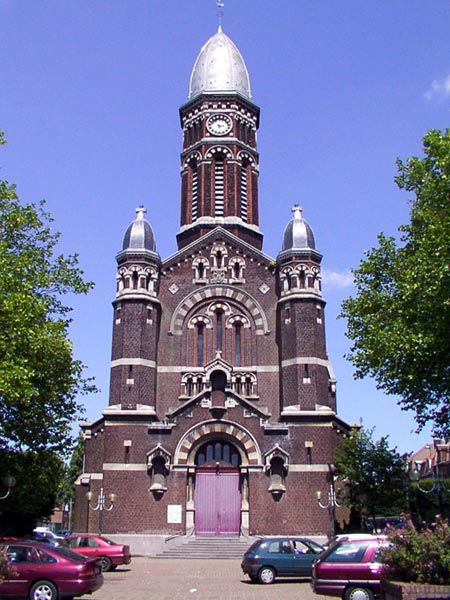
L'église Sainte-Anne dans le quartier du Brun-Pain

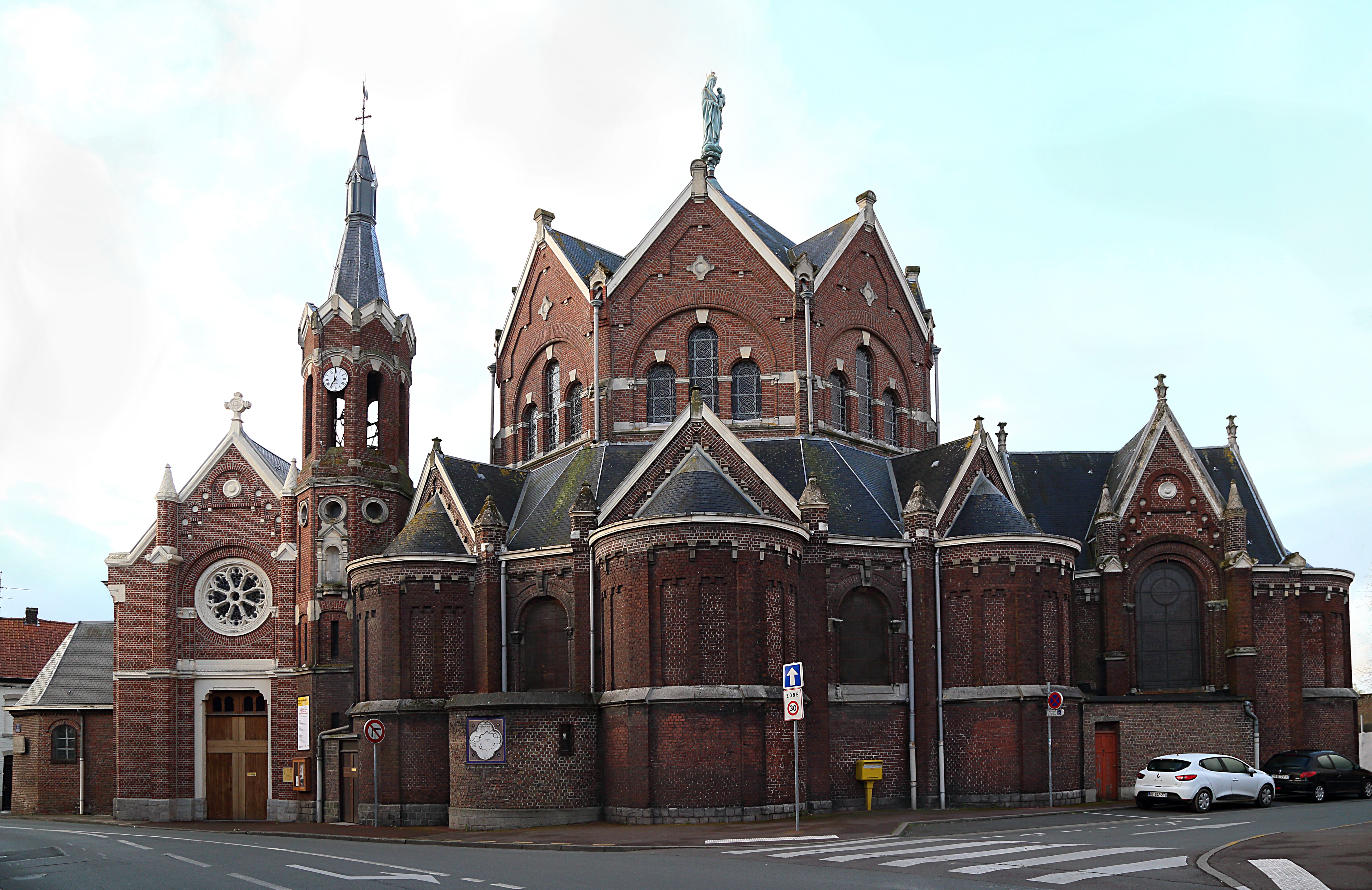
L'église Notre-Dame de la Marlière

Le doyenné de Tourcoing, qui fait lui-même partie du diocèse de Lille, est subdivisé en cinq paroisses (Saint-Pierre, Saint-Éloi, Saint-Jean-l'Évangéliste, Notre-Dame-des-Peuples et Sainte-Famille).
- église Saint-Christophe, Parvis Saint-Christophe[113] (XIe – XIIIe siècles, XVe – XVIe siècles et XIXe siècle) : remarquable association de pierres et de briques, récemment restaurée, agrémentée d'un clocher haut de 80 mètres et d'un carillon[Note 7] de 62 cloches, l'église Saint-Christophe est considérée comme l'un des plus beaux édifices néo-gothiques du Nord. Elle est inscrite à l'inventaire des monuments historiques depuis 1981[114].
- Église Notre-Dame-des-Anges, rue Nationale.
- Église Notre-Dame de la Marlière, rue de la Marlière[115], ensemble des XVIIe, XVIIIe et XIXe siècles, lieu de pèlerinage. La rotonde a été réalisée en 1875 par l'architecte de la ville Charles Maillard. La statue de la vierge qui la couronne est l'œuvre de Viollet-le-Duc.
- Église Saint-Thomas de Tourcoing, construite en 1968[116] et inaugurée en 1969, elle est située rue de Bottrop, dans le quartier de la Bourgogne.
- Église du Sacré-Cœur, boulevard Gambetta.
- Dans tous les quartiers de la ville, on remarque des églises généralement en briques, datant de la deuxième moitié du XIXe siècle ou du début du XXe siècle, notamment
- L'église Sainte-Anne au Brun-Pain, rue du Brun-Pain.
- L'église Notre-Dame-de-la-Consolation, rue du Pont de Neuville
- L'église Saint-Jean-Baptiste rue du Touquet
- L'église Saint-Louis (aujourd'hui désaffectée) au croisement de la rue de l'Épidème et des Cinq-Voies, présentant cinq verrières de 1900 réalisées par les ateliers Lorin de Chartres[117].

- L'église du Sacré-Cœur.L'église Saint-Joseph, rue Blanche.

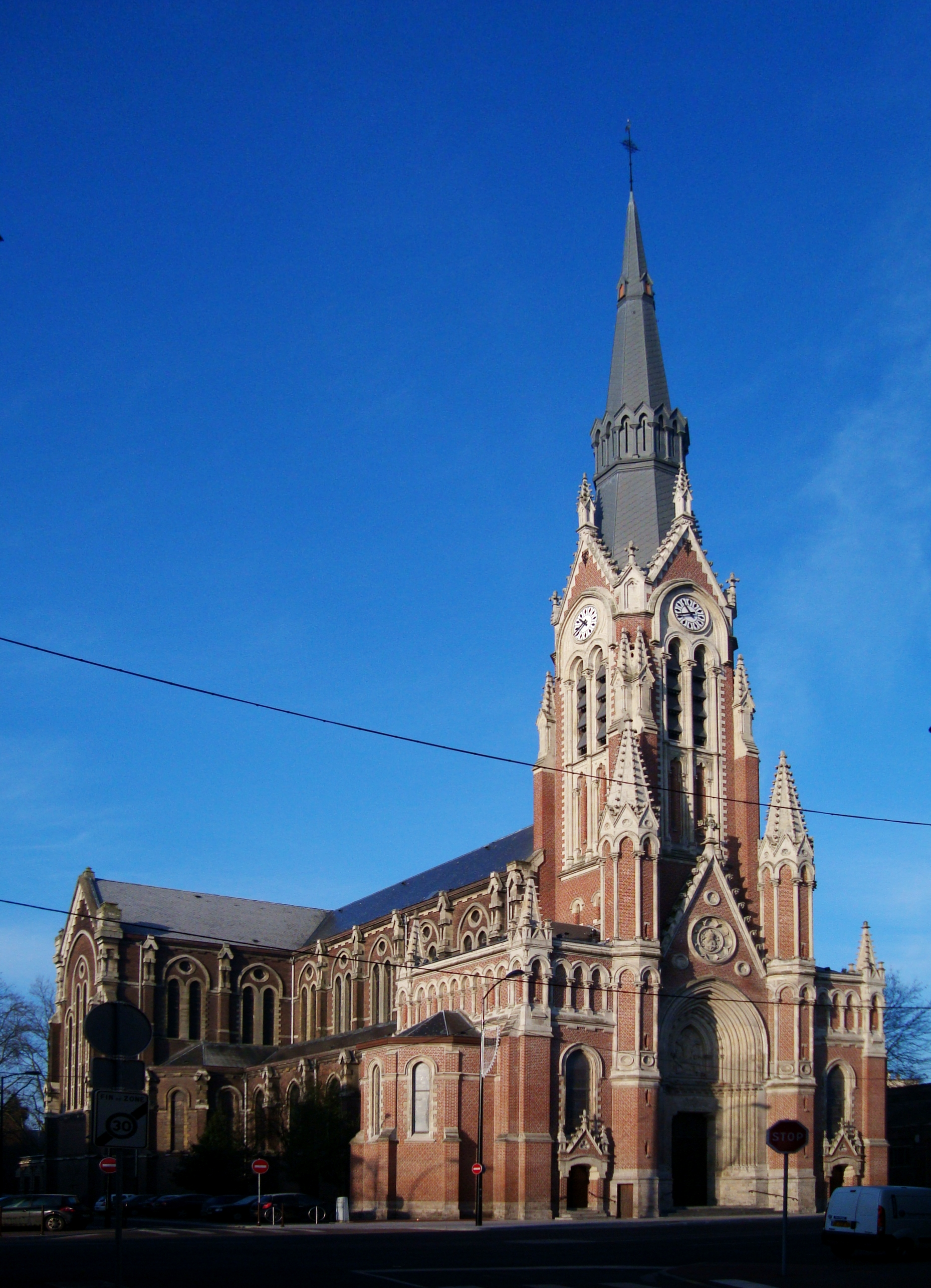
L'église du Sacré-Cœur.

- L'église Saint-Jean-l'Évangéliste, rue du Blanc-Seau.
- L'église Saint-Jacques, rue de Roncq.
- L'église Saint-Éloi, rue du Docteur-Dupont.
- L'église Saint-Blaise, allée Achille-Hodard.
- L'église Notre-Dame de Lourdes, rue Ingres.
- Chapelle de la Sainte Famille, rue Jean-Froissart : située dans le quartier du Brun Pain, y est pratiqué le rite tridentin. Elle appartient au prieuré de la Sainte-Croix, lui-même dépendant de la Fraternité sacerdotale Saint-Pie-X. La présence de cette chapelle et de sa communauté traditionaliste illustre aussi le fait que Tourcoing est le lieu de naissance de Marcel Lefebvre et lieu de résidence effectif ou proche de ses frères et sœurs.
- La chapelle de l'hospice d'Havré, rue de Tournai (espace culturel).
- La chapelle du Vœu du monastère des Bénédictines du Saint-Sacrement, rue Faidherbe, construite en 1921 par les architectes Jean-Baptiste et Henri Maillard (père et fils)[118]. Elle fut bâtie à la faveur d'un vœu formulé durant la Première Guerre mondiale (à savoir le souhait de voir Tourcoing épargné par les bombes). Sa façade est inspirée par la Renaissance française[119].
- La chapelle du collège Notre-Dame Immaculée, place Notre-Dame.
- La chapelle du collège catholique Charles Peguy, place du Théâtre.
- La chapelle du collège catholique du Sacré-Cœur, rue de Lille.
- La chapelle Notre-Dame des Victoires, rue Nationale.

##### Antoinisme

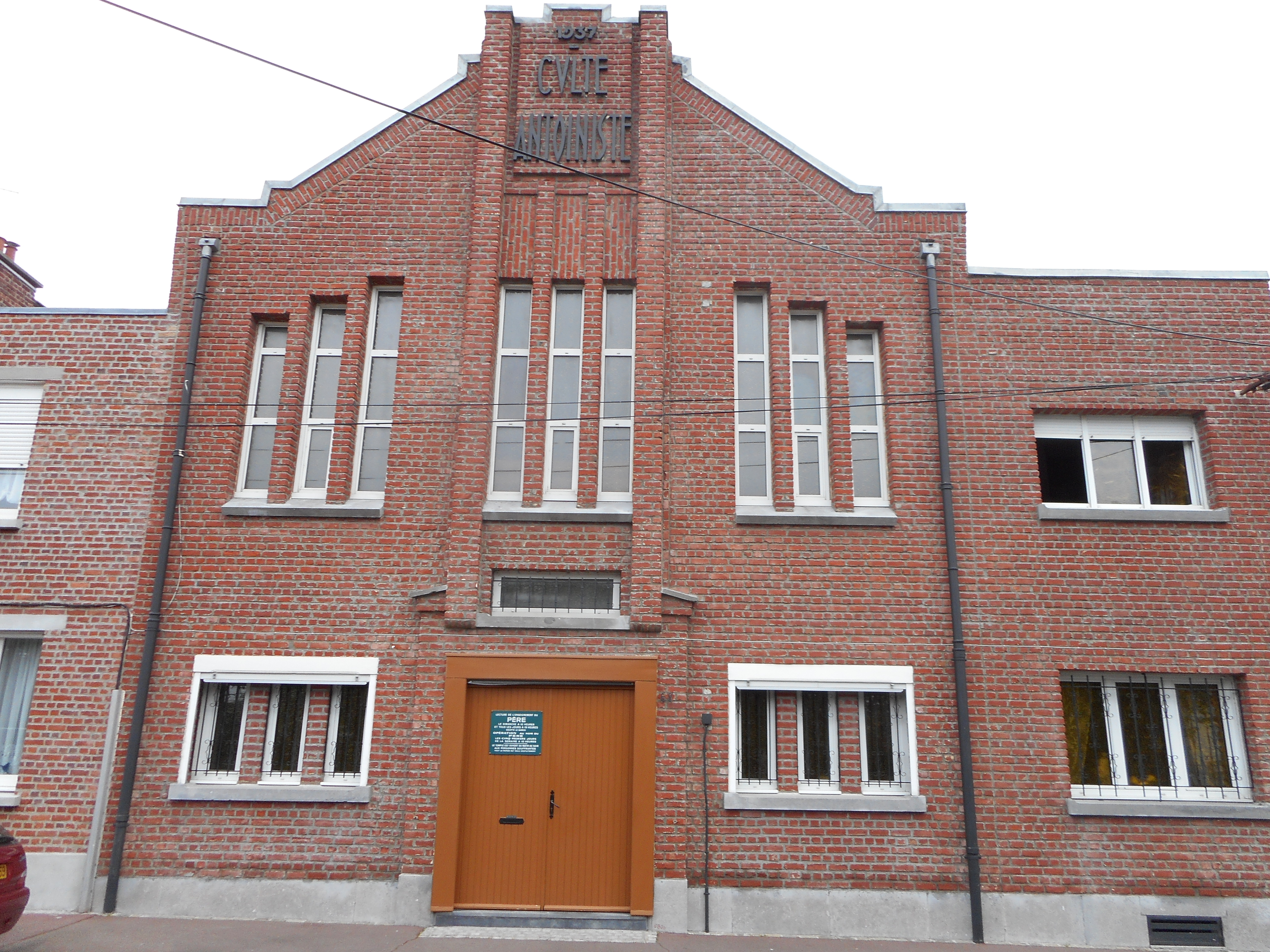
Temple du culte antoiniste

- Un temple du culte antoiniste, inauguré le 12 décembre 1937, se trouve 68 rue de Varsovie. Il est de style Art déco.

##### Protestantisme
- L'ancien temple réformé, rue de la Malcense.
- Le temple et siège de la Congrégation chrétienne en France est situé rue de Gand.
- L'église évangélique assemblée chrétienne, rue de la Croix-Rouge.
- Le centre évangélique, rue Gustave-Dron.
- L'église évangélique, rue de l'Amiral-Courbet.
- Communauté évangélique pentecôtiste Bethania, boulevard Gambetta.

#### Islam

##### Sunnisme
- Mosquée Salman El-Farisi, située dans le centre-ville.
- Mosquée Es-Salam, située dans le quartier de la Croix-Rouge.
- Mosquée Ibn-Taymiya, située dans le quartier du Clinquet.
- Mosquée Othman Ibn Affan, située dans le quartier de la Bourgogne.

## Économie
La ville de Tourcoing compte, en 2018, 21 grandes entreprises (chiffre d'affaires de plus de 10 M€) avec une dominante dans la distribution.

### Textile
Le Peignage de la Tossée : aux heures de gloire du textile français, en 1870, Adolphe Binet construit un atelier de peignage de laine qui après s'être appelée la société Binet fils devient en 1896 la société anonyme du Peignage de la Tossée. En 1968 le Peignage de la Tossée situé au 157 rue de Roubaix, absorbe le Peignage et Carbonisage de Mouvaux. En 1982 le Peignage de la Tossée est repris par la Société Dewavrin qui absorbe également le Peignage de l'Epinette, façonnier d'Alphonse Six. La fusion en 1988 des sociétés Alphonse Six et Dewavrin père et Fils donnera la Société Standard Wool France, filiale du groupe américain Standard Commercial Corporation (Caroline du Nord). L'activité principale de peignage de la laine (15 % de la production française), ira de 6 000 t de laine par an en 1949, pour atteindre 15 320 t en 1973 et jusque 160 000 t/an. S'y est ajoutée l'exploitation de la lanoline et de la suintine (graisses de la laine) qui sont raffinées pour les industries pharmaceutiques et cosmétiques, celle de la lanoline ira jusque 2 800 t/an. Le peignage de la Tossée occupera jusque 1 200 ouvriers en 1949. Fermé définitivement le 16 avril 2004, le site de l'ancienne usine de la Tossée se trouvant sur la Zone de l'Union a vocation à redevenir une "cité intégrée" mêlant en son sein logements, services, commerces de proximité, entreprises et équipements.
L'entreprise Vestiaire collective est installée depuis 2017 à la Tossée, permettant de redonner au site une identité textile.

### Secteur tertiaire
Longtemps en retard sur le tertiaire, la ville de Tourcoing bénéficie depuis une petite dizaine d'années d'une dynamique tertiaire avec notamment 2 pôles :
- L'ensemble tertiaire appelé Alhena: composé de 2 pépinières d'entreprises (structure accompagnement de projet de création d'entreprise), ces 4 bâtiments d'activité sont destinés à un public professionnel diversifié tel que des artisans ou encore les professions libérales.
- L'entreprise Booking.com : D'abord installé à partir de 2016 rue de Tournai grâce aux fonds de la communauté urbaine, l'entreprise a déménagé en octobre 2019 place Sébastopol dans un nouveau bâtiment, plus grand, permettant d'accueillir de nouveaux salariés.

## Culture locale et patrimoine

### Lieux et monuments

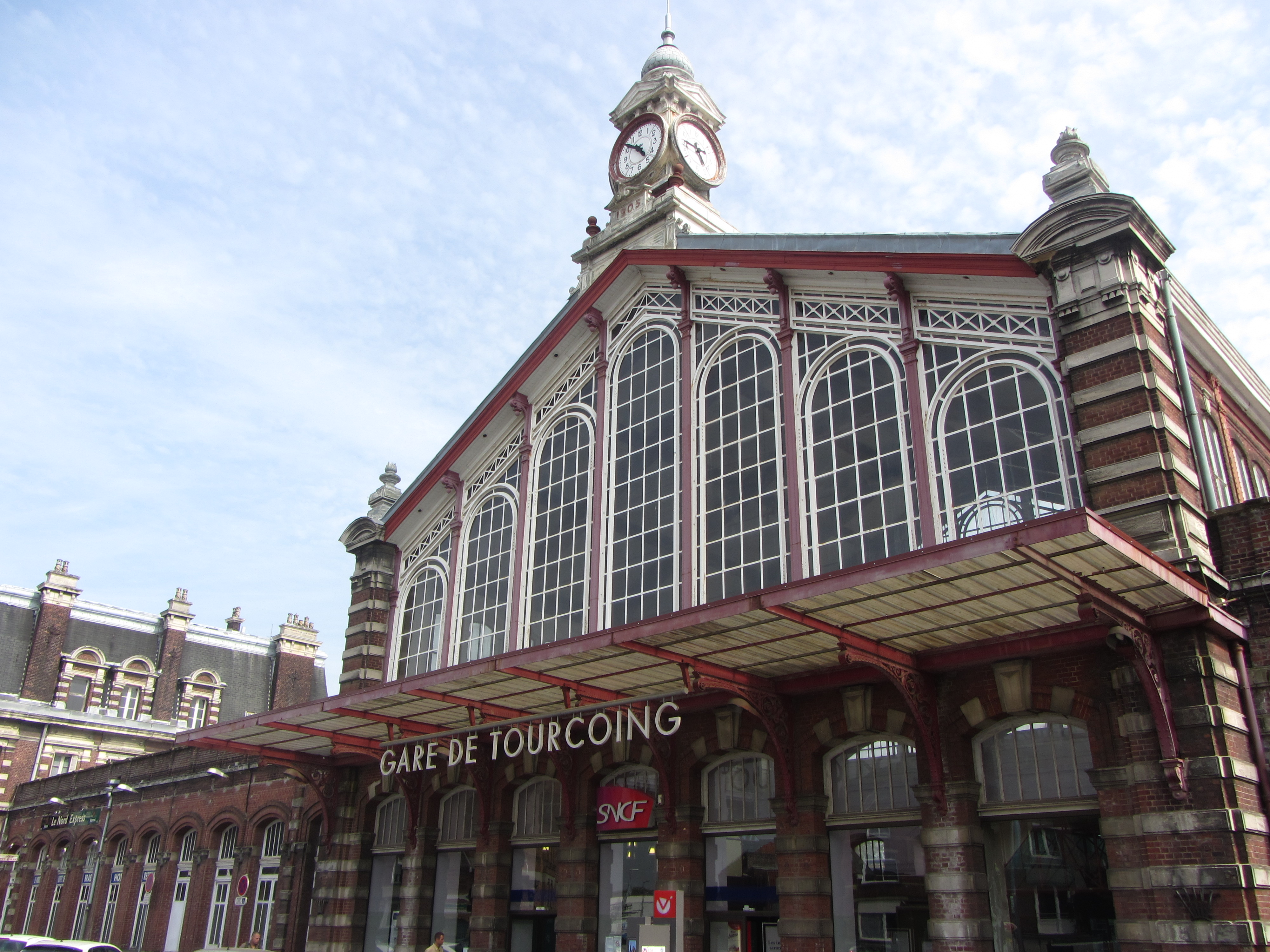
La gare de Tourcoing, construite en 1905.

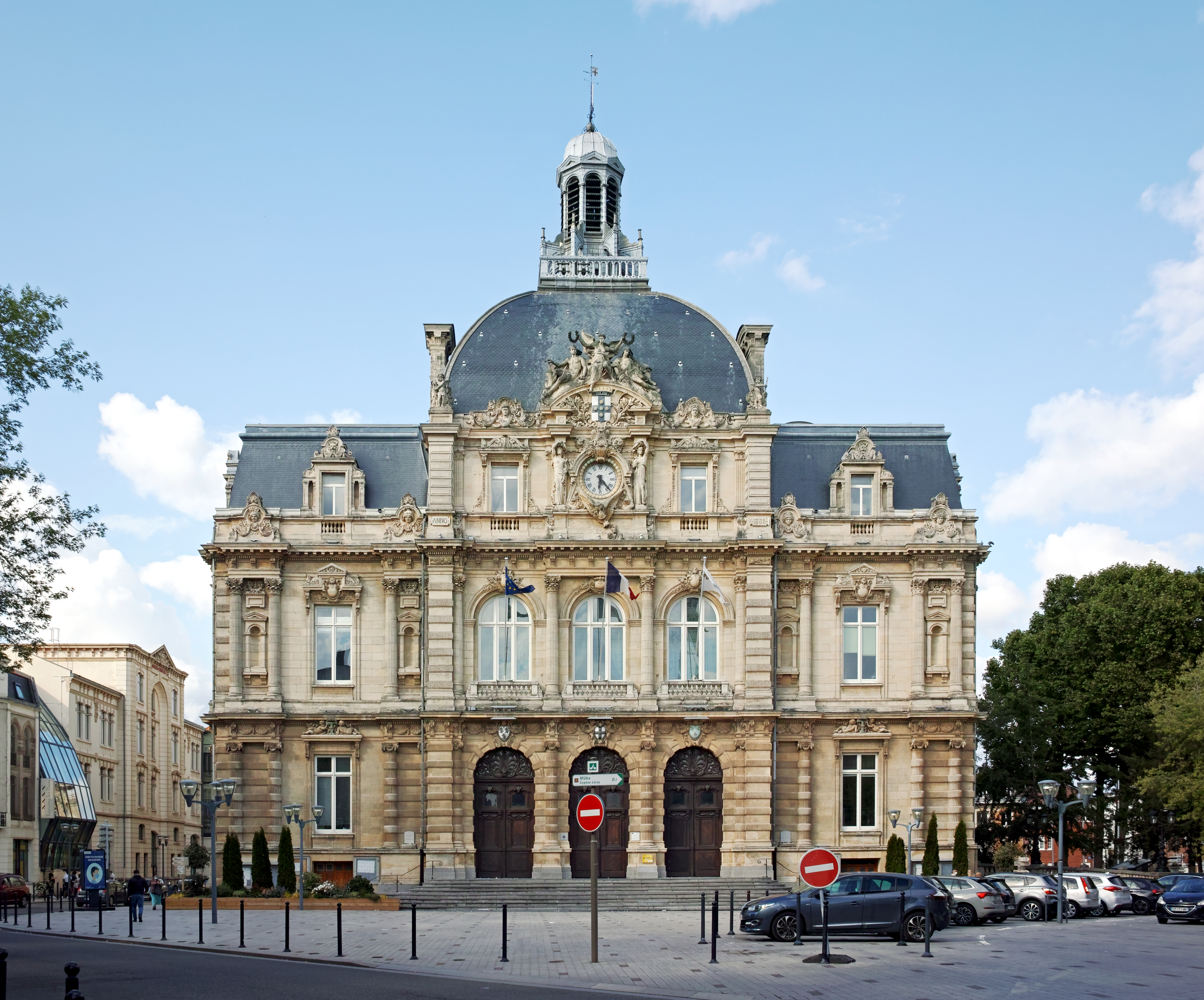
L'hôtel de ville de Tourcoing.

#### Édifices tourquennois majeurs
- L'église Saint-Christophe ; le premier édifice fut construit au XIIIe siècle et au XIVe siècle, mais a fait l'objet d'une restauration (impliquant d'importantes reconstructions) lors d'une première campagne de travaux entre 1856 et 1865, puis entre 1895 et 1898. Les vitraux du chevet ont été réalisés quant à eux entre 1871 et 1873[84] ;
- L'hôtel de ville[127] (1885) : construit sur les plans de l'architecte Charles Maillard, l'hôtel de ville de Tourcoing est caractéristique du style Beaux-Arts. De vastes proportions, il s'agit d'un des plus beaux témoignages de la réussite économique de l'époque industrielle. Son grand hall en atrium et la décoration intérieure des salles sont remarquables. Il est inscrit à l'inventaire des monuments historiques depuis 1981[128] ;
- L'ancienne chambre de commerce construite par l'architecte Charles Planckaert entre 1903 et 1906. L'édifice, alliant la pierre et la brique dans un style néo-flamand, comporte un beffroi d'angle. La pierre traitée en bossage domine dans le soubassement, l'aspect sévère de ce dernier est contrebalancé par la présence de la brique et d'une pierre calcaire blonde aux niveaux supérieurs. On y retrouve des fenêtres à meneaux ainsi que des frontons brisés surmontés d'un oculus. L'étage en attique est couronné par des lucarnes aux formes diverses, dont certaines comportent un obélisque. Il fut édifié à la gloire de la prospérité de Tourcoing à l'occasion de l'Exposition internationale des Industries textiles de 1906. L'architecte Charles Planckaert a tenu à ne pas être payé pour son travail[129], se contentant du bonheur qu'il éprouvait à servir sa commune. Le beffroi, terminé en 1910, est haut de 50 mètres[130].

#### Architecture d'origine civile

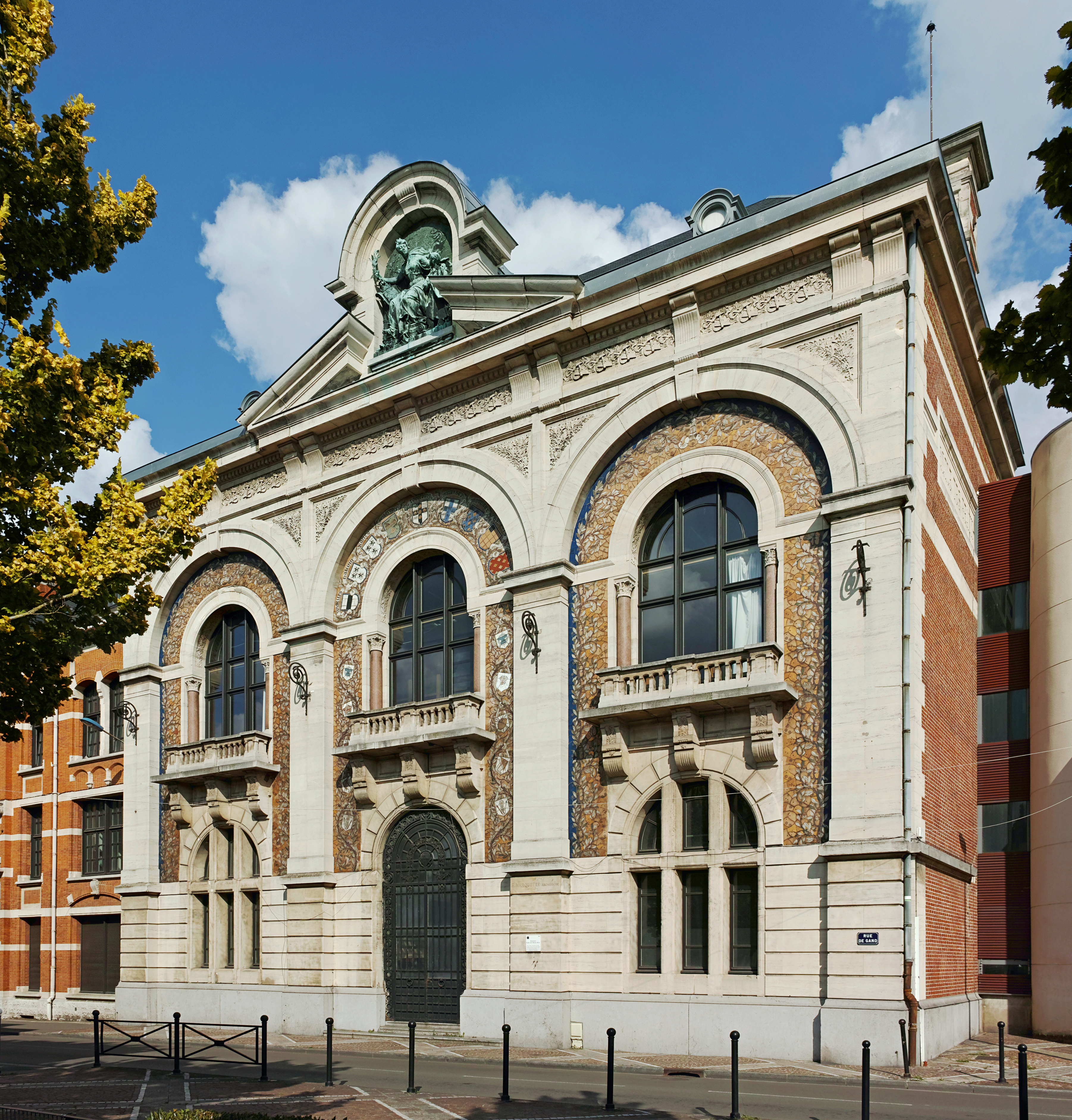
L'ancienne école des Beaux-Arts, construite en 1904.

Au centre-ville et ses alentours (particulièrement rue Nationale et rue de Lille), un grand nombre d'hôtels particuliers (anciennes résidences des familles industrielles textiles) en cours de restauration (notamment l'hôtel Rasson-Wattine), ont été construits à la fin du XIXe siècle dans un style éclectique inspiré de la Renaissance ; il subsiste encore rue de Lille quelques demeures industrielles construites dans la première moitié du xixe siècle associant résidence et commerce côté rue et ateliers côté cour, avant que le zonage ne sépare les fonctions et conduise à la spécialisation des édifices.

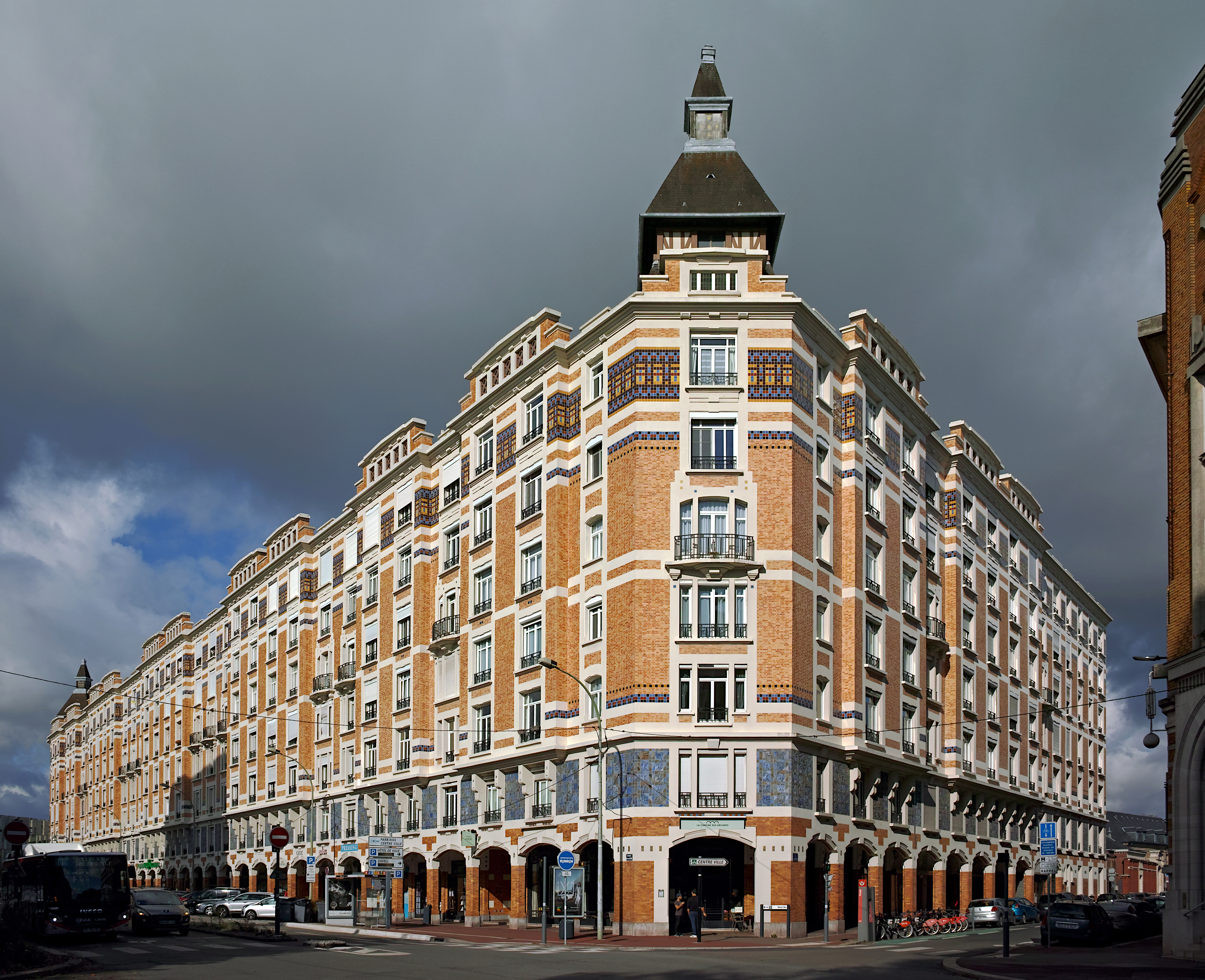
Les Arcades

- La gare de Tourcoing (1906), construite à l'occasion de l'Exposition internationale textile sur le modèle de la gare de Roubaix. Le quartier qui l'environne a fait l'objet d'un réaménagement urbain qui s'acheva en 1928[84]. La gare est inscrite à l'inventaire des monuments historiques depuis 1984[131] ;
- L'école de natation (1904)[132] située 9 rue Gabriel Péri, fermée en 1999, qui a abrité la première école de natation de France[90] et accueillant désormais l'Institut du Monde Arabe depuis 2016[133] ;
- Le lycée d'État Gambetta[134] (1885), typique de la fin du XIXe siècle ;
- Le lycée Colbert[135], dit « Institut Colbert » (1935), dans un style néo-flamand ;
- Stand de Tir (1905) ;
- Hôpital Gustave-Dron (1905) ;
- Le Bureau de Bienfaisance (1894) ;La maison du collectionneur, construite en 1913.

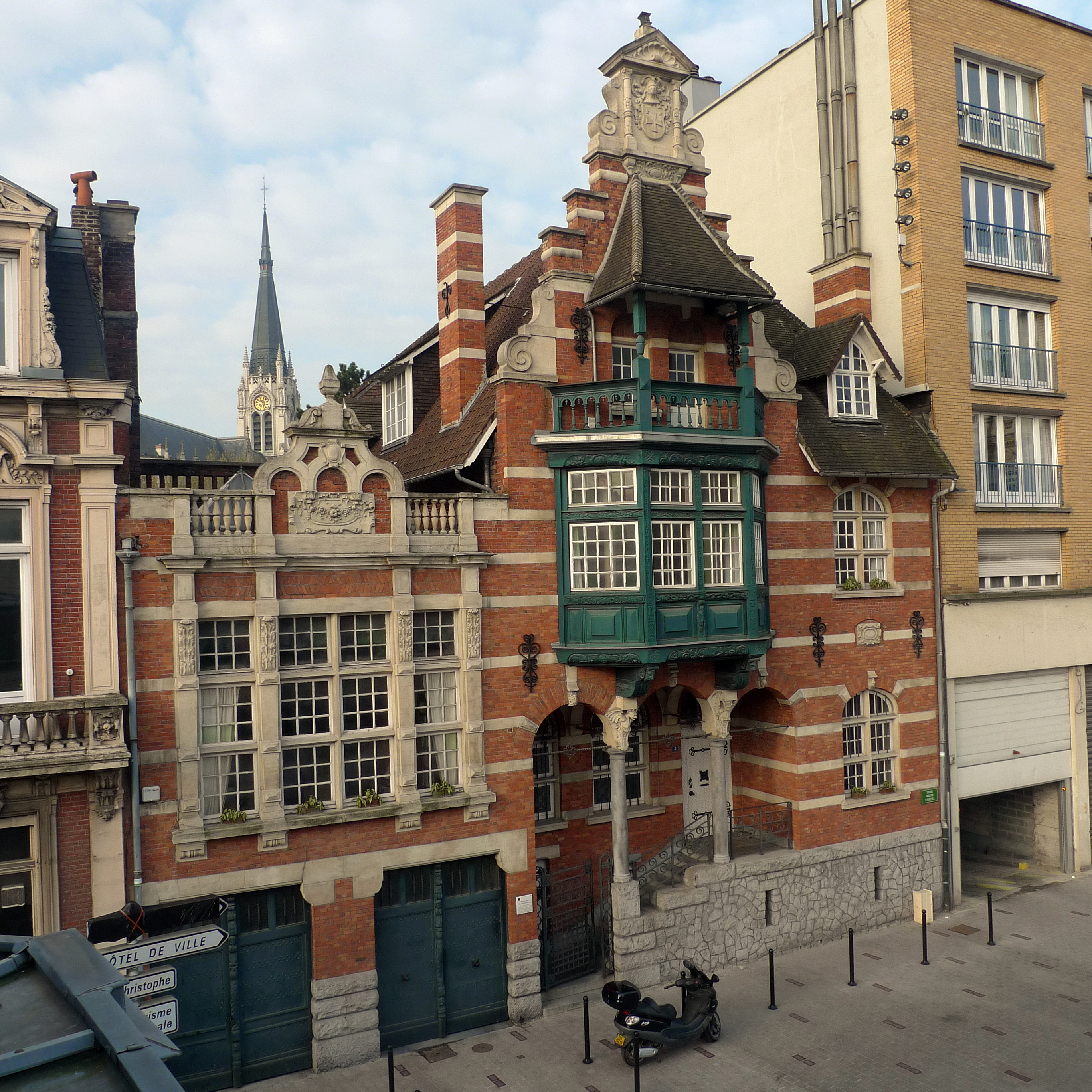
La maison du collectionneur, construite en 1913.

- Les Arcades, immeuble de style Art Déco construit entre 1930 et 1932 par les architectes Maurice Batteur et Léon Chandèze sur l'avenue Gustave Dron[136]. Il se distingue par ses dimensions imposantes et par son décor de brique et de céramique ;
- L'École Nationale des Douanes construite en 2004 par le cabinet d'architecture Jean Nouvel est un bel exemple d'architecture contemporaine. Son hall d'entrée est décoré par une œuvre d'Aki Kuroda inscrite à l'inventaire supplémentaire des monuments historiques en 2009 ;
- De nombreux bourloires, inscrits à l'inventaire des monuments historiques depuis 2003 : Bourloire La Nouvelle Bourloire[137], Bourloire Saint-Louis[138], Bourloire Saint-Christophe[139], Bourloire Notre-Dame de Consolation[140], Bourloire Saint-Eloi[141], Bourloire La Concorde[142], Bourloire Saint-Charles[143], Bourloire Saint-Raphaël[144] ;
- La Villa Paula est un hôtel particulier Art Déco, imaginé par l'architecte tourquennois Charles Bourgeois (propriété privée) ;
- La maison du collectionneur, construite en 1913 dans le style néo-renaissance flamande par l'architecte Jean-Baptiste Maillard. Elle fut édifiée pour le compte de l'industriel Ernest Desurmont, qui collectionnait des antiquités et qui fit réemployer pour la construction de sa maison divers éléments architecturaux qu'il avait pu acquérir[84], elle fut classée en 2021 au titre des monuments historiques[145] ;
- La maison du Broutteux, construite en 1909 par Jean-Baptiste Maillard. Sa façade imite la construction en pans de bois[84].
- L'ancienne école des Beaux-Arts, située rue de Gand et construite entre 1900 et 1904 par l'architecte Emile Marquette[84]. Elle abrite aujourd'hui l'école régionale supérieure d'expression plastique ;
- Le monument aux morts de la place de la Victoire a été réalisé entre 1924 et 1931 par le sculpteur Lucien Brasseur, représentant une victoire triomphante emportée par un cheval ailé[84].
- Les deux pavillons mis au point par Jean Prouvé en 1952[146].

#### Architecture d'origine religieuse

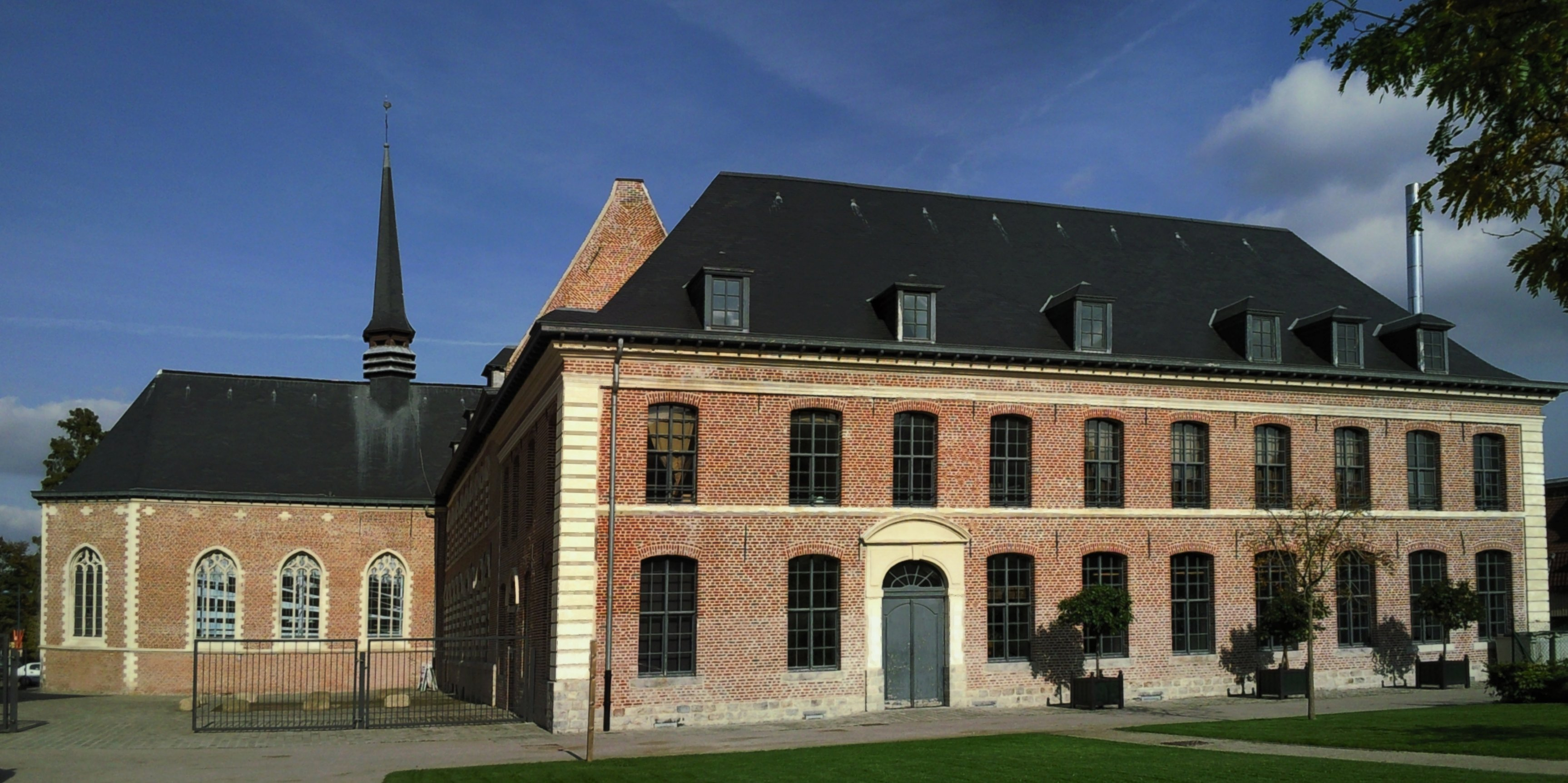
L'hospice d'Havré réhabilité en « Maison Folie ».

- L'hospice d'Havré[147] (XVIIe siècle) : fondé en 1260 par Mahaut de Guisnes, le cloître date du XVIIe siècle. La chapelle du couvent Notre-Dame des Anges a été construite au XVe siècle et rebâtie entre 1644 et 1654. Réhabilité en « Maison Folie » à l'occasion de Lille 2004 (capitale européenne de la culture), l'hospice d'Havré est actuellement un haut lieu culturel tourquennois[84] ;
- Institution libre du Sacré-Cœur[148], hall d'entrée et Cour d'Honneur (1885), Chapelle (1859) ;
- Église Saint-Jean-Baptiste de Tourcoing, désacralisée en 1999 ;
- Église Notre-Dame-des-Anges de Tourcoing ;

#### Patrimoine industriel

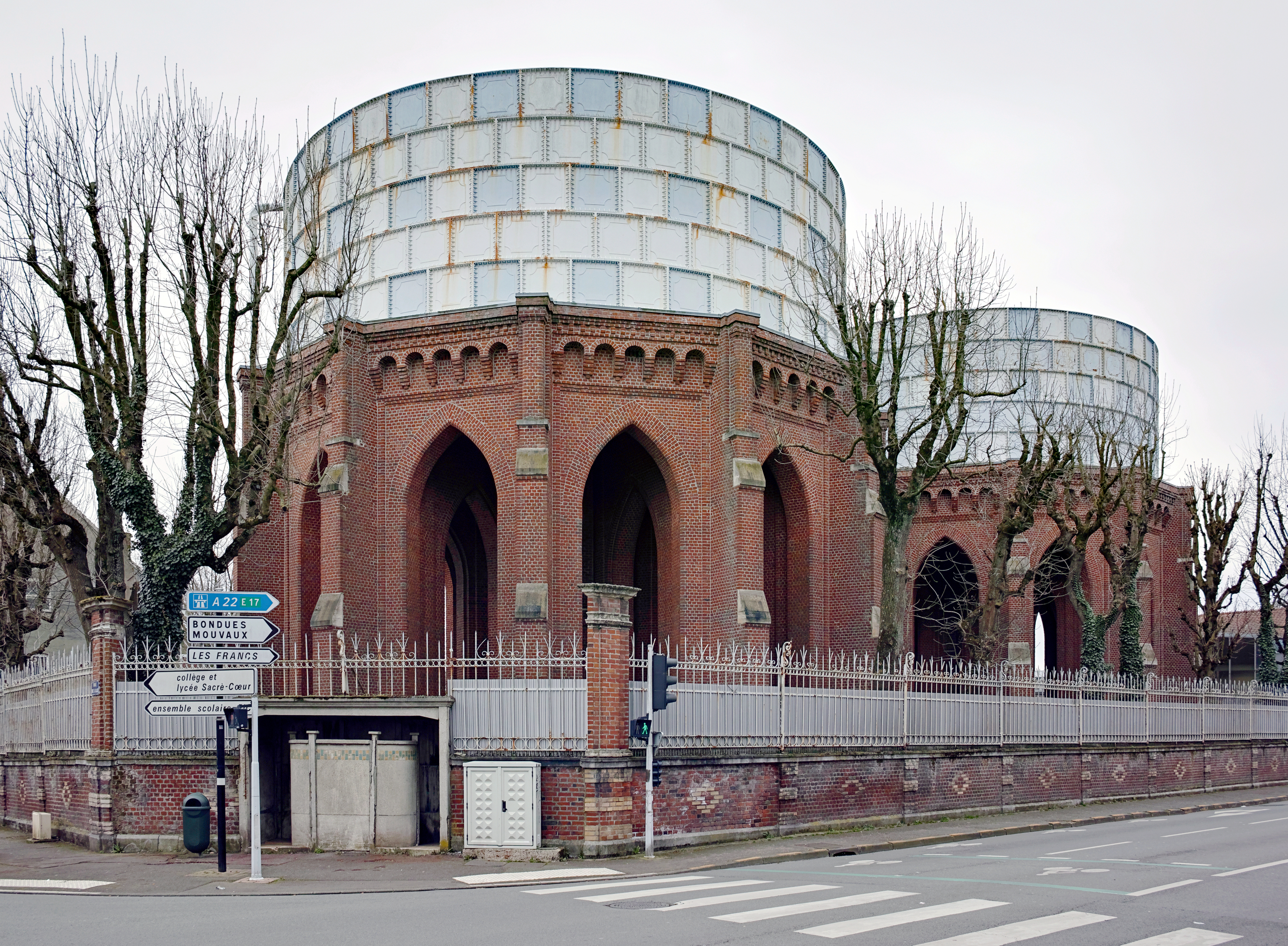
Les francs châteaux d'eau, situés rue de Lille, et construits en 1863.

- L'ancienne usine Masurel, construite par Marcel Forest en 1945 était une bonneterie d'architecture moderniste mâtinée d'Art déco, rattachée aux établissements François Masurel Frères. Elle fut restructurée en 1995 sous la direction de l'architecte Patrice Cau avant d'être classée monument historique. L'usine est la propriété aujourd'hui de la Société Anonyme des Usines, qui emploie l'édifice comme immeuble de bureaux[84] ;
- L'ancienne usine Tiberghien, construite aux environs de 1900 et réhabilitée en 2006 par Boualem Chelouti au 98 rue de Paris puis en 2009 par l'agence Tao pour le 96[84].
- Les francs châteaux d'eau, deux réservoirs d'eau situés rue de Lille construits en 1863 sous la direction de l'ingénieur Varennes, directeur du service d'eau de Roubaix et de Tourcoing. Ces châteaux d'eau sont construits en brique pour le soubassement et en fonte pour la cuve, adoptant une architecture d'inspiration néogothique[84] ;
- Le canal de Roubaix a été remis en navigation en 2008 (programme Blue Links). Il desservait notamment le site la « Zone de l'Union », un des plus grands chantiers de France de réhabilitation d'une friche industrielle de 80 ha environ s'étendant sur Roubaix, Tourcoing et Wattrelos (comprenant l'ancienne brasserie Terken) pour y aménager une zone d'activités de haute qualité environnementale, en associant les habitants des quartiers au projet, dans une dynamique de démocratie participative.

### Personnalités liées à la commune
- Maison de Lannoy dont descend Jean de La Noye, seigneur de Tourcoing. Son fils Jonathan de La Noye se marie à Mercy Warren, petite-fille de Richard Warren, un des passagers du Mayflower. De La Noye fut orthographié en « Delano », laissant une nombreuse et illustre descendance, outre Ulysses S. Grant et Franklin Delano Roosevelt
- François Masurel Pollet (1826-1913), industriel dans le secteur du textile
- Charles Jonglez (1831-1913), industriel et homme politique né et décédé à Tourcoing, député du Nord.
- Gustave Dron (1846-1930), médecin, maire de 1899 à 1919 et de 1925 à 1930, renommé pour sa vaste action sociale
- Jules Watteeuw dit le Broutteux (1849-1947), écrivain, journaliste et poète patoisant
- Gustave Charpentier (1860-1956), compositeur et musicien
- René Ghil (1862-1925), poète « instrumentiste » et « scientifique »
- Jules Tiberghien (1837-1923), prélat catholique, archevêque titulaire de Nicée.
- Charles Roussel (1861-1936), peintre né à Tourcoing, frère d'Albert Roussel
- Albert Roussel (1869-1937), compositeur, frère de Charles Roussel
- Max Carlier (1872-1938), peintre belge
- Léon Marescaux (1874-1949), député sous la Troisième République
- Adrien Filez (1885-1965), footballeur
- René Wibaux (1887-1965), médecin et résistant
- Alexandre Delobelle (1887-1970), syndicaliste
- Julien Samyn (1890-1968), coureur cycliste belge
- Joseph-Charles Lefèbvre (1892-1973), évêque de Bourges
- Henri Dorgères (1897-1985), homme politique et syndicaliste, fondateur des Chemises vertes, faction de l'extrême droite française de l'Entre-deux-guerres
- Henri Padou (1898-1981), champion olympique de water polo aux Jeux olympiques d'été de 1924
- Marie-Madeleine Descelers (1901- ?), peintre, née à Tourcoing
- Henri-Martin Félix Jenny (1904-1982), archevêque né à Tourcoing
- Marcel Lefebvre (1905-1991), évêque traditionaliste
- Claire Olivier Tiberghien (1906-1987), artiste peintre
- Claude Huriez, (1907-1984) médecin, universitaire
- Marcel Desrousseaux (1907-1974), international de football français
- Henri Cuvelier (1908-1937), joueur de water-polo français, médaillé olympique en 1928.
- Georgina Roty (1908-1940), nageuse, vice-championne de France en 1926 du 400m et participante aux Jeux olympiques d'été de 1928, morte sous les bombardements de mai 1940.
- Mamadou Ndiaye (1909-1985), boxeur et chiropracteur d'origine sénégalaise installé à Roubaix en 1931.
- Eugène Leroy (1910-2000), artiste peintre
- Jean Sécember (1911-1990), footballeur international français.
- Jules Joire (1914-1944), compagnon de la Libération est inhumé au cimetière militaire de la ville. Une rue de la commune porte son nom.
- Guy Chatiliez (1922-1979), maire de Tourcoing (1977-1979)
- Raymond Devos (1922-2006), humoriste et comédien[149]
- Jean Willerval (1924-1996), architecte
- Jacques Delepaut (1926-1992), footballeur, a évolué au Club olympique Roubaix-Tourcoing et au Lille OSC puis entraîneur de Lille, de 1958 à 1959
- Pierre Fertin (1928-2017), prêtre missionnaire né à Tourcoing
- Jenny Clève (1930-2023), actrice, fut conseillère municipale déléguée à l'action culturelle à la ville de Tourcoing de 1989 à 2001
- Paul Dubrule (1934), cofondateur du groupe hôtelier Accor
- Yves Devernay (1937-1990), organiste à Saint-Christophe de Tourcoing (1962-90) et à Notre-Dame de Paris (1985-90)
- Jean-Pierre Balduyck (1941), maire de Tourcoing (1989-2008), député du Nord (1988-1993) (1997-2002)
- Bézu (1943-2007), chanteur
- Réginald Dortomb (1945), footballeur
- Mahjoub Ben Bella (1946-2020), artiste peintre
- Brigitte Fossey (1946), actrice, elle reçoit en 1994 le 7 d'or Meilleure comédienne de fiction
- Pascal Morès (1946), photographe
- Christian Vanneste (1947), homme politique de la droite, philosophe, député de la 10e circonscription du Nord, ancien conseiller municipal
- Chantal Ladesou (1948), comédienne
- Serge Gruzinski (1949), historien
- Didier Flament (1951), escrimeur, champion olympique
- Didier Dobbels (1954), joueur de basket-ball, vainqueur de la Coupe Korać et du Championnat de France masculin de basket-ball
- Brigitte Lahaie (1955), Actrice de films pornographiques puis animatrice radio, intronisée en 2014 au XRCO Hall of Fame[150]
- Denise Picavet (1956), championne de France de lutte, fondatrice en 1976 du club de lutte et du tournoi international de lutte féminine de Tourcoing
- Guy Lecluyse (1962), comédien et humoriste
- Grégory Labille (1968), homme politique français. Conseiller général de Ham de 2008 à 2015, maire de Ham de 2014 à 2020 et député de la Somme depuis 2020, né à Tourcoing.
- Samuel Paquet, dit Mr. Sam (1975), DJ et producteur discographique français
- Sébastien Cipolla (1979), acteur, réalisateur et producteur français
- Gérald Darmanin (1982), ministre et maire de la ville[151]
- Mickaël Correia (1983), journaliste et auteur de Une histoire populaire du football, La Découverte, 2018, 408 p.  (ISBN 978-2-7071-8959-2)[152]
- Yohan Cabaye (1986), footballeur, finaliste de l'Euro 2016[153]
- Aymeric Lompret (1988), humoriste et acteur[154]
- Jennifer Messelier (1991), mannequin, gagne le concours mondial Elite Model Look World organisé à Prague par l'agence Elite Model Management en 2008
- Yacine Louati (1992), joueur de volley-ball en position de réceptionneur-attaquant, né à Tourcoing.

### Tourcoing dans les arts
La ville ou ses monuments ont servi de décors ou de lieux de tournages à plusieurs films et notamment :
- 1976 : Le Corps de mon ennemi d'Henri Verneuil avec Jean-Paul Belmondo ;
- 1988 : La vie est un long fleuve tranquille d'Étienne Chatiliez (scènes de l'appartement rue de la Bourgogne à Tourcoing) ;
- 2005 : Danny the Dog de Louis Leterrier avec Jet Li, Bob Hoskins, et Morgan Freeman ;
- 2010 : Copacabana de Marc Fitoussi avec Isabelle Huppert ;
- et plusieurs épisodes de la série Les Petits Meurtres d'Agatha Christie, tournés dans le site des établissements Dujardin, rue de Lille.

Par ailleurs, la chanson Un Clair de lune à Maubeuge évoque la ville dans un de ses vers : " Tout çà n'vaut pas le doux soleil de Tourcoing"

### Héraldique
|  | Les armes de Tourcoing se blasonnent ainsi : « D'argent à la croix de sable chargée de cinq besants d'or ». |

### Identité visuelle (logo)

Logo de la ville de Tourcoing avant mai 2010.
Logo à partir de mai 2010.

## Pour approfondir